# Famille de Prelle de la Nieppe
Pour les articles homonymes, voir Prelle (homonymie).
La famille de Prelle de la Nieppe est une ancienne famille noble subsistante originaire du comté de Hainaut remontant à la première moitié du XVe siècle,.

## Origine
Deux crayons généalogiques présents dans le fonds Goethals à la bibliothèque royale de Belgique font directement descendre cette famille de la famille d'Havré (olim Havrech), seigneurs de Presles,, famille issue des 1ers seigneurs d'Enghien. Cette origine a aussi été reportée par le généalogiste André Borel d'Hauterive en 1883 dans l'une de ses notices historiques sur les familles nobles de Belgique d'origine française. Une généalogie en phase avec cette thèse a fait l'objet d'une publication dans les annales historiques de la commune de Farciennes en 1889. Dans un ouvrage à compte d'auteur publié en 1887, diverses sources dont des hérauts d'armes et des membres de la haute noblesse du Hainaut et de l'Artois auraient confirmé cette origine.
Cette thèse est néanmoins écartée depuis la seconde moitié du XIXe siècle par les généalogistes ayant approfondi l'histoire de cette famille. La plupart de ces derniers mentionne que la famille de Prelle descend de la famille de Havré en ligne cognatique plutôt qu'en ligne agnatique.
Ces crayons généalogiques situent cette famille à ses origines à Arras dans l'Artois.

### Origine démontrée
La famille de Prelle est issue de Lambert Compère (° av. 1415 - † av. 1492), maïeur de Gosselies et échevin de la cour de justice de Jumet en 1447, échevin de Jumet, Heigne et Roux en 1461 où il signa avec le magistrat une charte relative aux droits des bourgeois de ces communes,,,,, et de Marie de Havrech dite de Presles.
Selon un acte daté du 14 novembre 1430, Lambert Compère était veuf de N. de Ghillenghien dite des Weis. Il se remaria ensuite avec Marie de Havrech, fille de Jehan de Havrech (° ca. 1380 - † av. 1446), seigneur de Presles et de Gillette de Marbais dite de Presles († ap. 1467), petite-fille du côté paternel de : Gérard III d'Enghien, chevalier banneret, châtelain de Mons, seigneur d'Havré, Biévennes, etc. et de N… de Humières. Du côté maternel, Marie de Havrech était la petite-fille de : Gérard Ier de Marbais, écuyer, seigneur de Loverval, de Baulers, de Prelle et de Villers-la-Potties, décédé le 4 janvier 1484, et de Laurence t'Serclaes,, décédée le 10 octobre 1477 et inhumée dans l'église de Saint Paul à Nivelles, issue de 3 des sept familles formant les Lignages de Bruxelles (les t'Serroelofs, les Coudenberg et les Steenweeghs), fille de Heer Everaert IV t'Serclaes, chevalier et de Catherine Taye, petite fille d'Éverard t'Serclaes, échevin de Bruxelles, le héros bruxellois, et de Béatrice van Eessene.
Cette famille déjà présente à Nivelles au XVe siècle, s'y fixa durablement à partir du XVIIe siècle. Deux de ses membres y sont toujours présents,.

## Héraldique

### Armes anciennes
Dès la fin du XVe siècle et au moins jusqu'en 1688, cette famille portait : Écartelé ; au 1er, gironné de gueules et d'or de dix pièces, chaque giron de gueules chargé de trois croix recroisettées au pied fiché d’argent ; au chef d’argent, chargé de trois étoiles à six rais du second ; au 2e, d'azur, au chevron d'argent, accompagné de trois trèfles du même ; au 3e, d’or, à une hure de sanglier de sable ; au 4e, d'argent, à la fasce de gueules, accompagnée en chef de trois merlettes du même.
Ces armes pouvaient se voir à Nivelles et dans ses environs, notamment :
- Sur une verrière d'une maison sur le Grand-Marché de Nivelles. Cette maison portait pour enseigne aux trois Pucelles[28] ;
- Sur une verrière de l'église Notre-Dame de Nivelles, cette verrière datée de 1545, représentait Notre Seigneur au temple entre les docteurs[28] ;
- En l'église Sainte-Gertrude, sur les volets d'un triptyque daté de 1557 et représentant l’Adoration des rois mages[N 10] ;
- En l'église des Récollets de Nivelles, sur le tombeau de François van der Hofstadt dit Tenremonde († 27 janvier 1545), seigneur de Bornival[N 11] ;
- En l'église des Pères Jésuites de Nivelles, sur une verrière datée de 1550 et qui représentait Notre Seigneur devant Pilate[N 12] ;
- En l'église d'Arquennes, sur un tableau représentant la vierge[N 13].

### Armes modernes
À partir de 1699 au moins, seul le premier quartier de ces armes écartelées fut porté.
Les armoiries se blasonnent ainsi : Gironné de gueules et d'or de dix pièces, chaque giron de gueules chargé de trois croix recroisettées au pied fiché d’argent ; au chef d’argent chargé de trois étoiles à six rais de gueules. Heaume : d'argent, couronné, grillé, colleté et liseré d'or, fourré et attaché d'azur. Cimier : une aigle naissante d’or. Lambrequins : d’or et de gueules. Ces armoiries figurent telles que décrites sur les diplômes de reconnaissance de noblesse octroyés en 1823 par Guillaume Ier des Pays-Bas.
Ces armes peuvent se voir actuellement entre autres :
- Sur un caveau familial au cimetière de Nivelles ;
- Sur une pierre tombale à Aiseau-Presles[N 16] ;
- Sur un vitrail de la chapelle du château de Waleffe Saint-Pierre datant de la fin du XVIIIe siècle[30],[31],[32] ;
- Sur un vitrail de la chapelle du château de la Forge, à Anthée datant du début du XVIIIe siècle[33],[34],[35],[N 17] ;
- En l'église du chapitre noble de Denain, sur la pierre tombale de Jeanne de Prelle (° ca. 1507, † 1603), fille de Jean Compère dit de Prelle et de Grégoirette de Somaing[33],[36].

## Filiation

### XVesiècle-XVIIIesiècle
- Gérard Compère[37] († 1503), fils de Lambert Compère et de Marie d'Enghien-Havrech sus-cités, échevin de Feluy (1479-1487), Lieutenant-Maïeur de Feluy[38] (1481-), bailli de Feluy (1488-1503), maïeur de Bonne-Espérance à Feluy, bailly de Tiberchamps. Il épousa Isabeau des Camps[N 18] († ap. 1532), fille d'Eustache des Camps, bailly de Feluy, et de Jehanne de Sirieux dite Canebustin[39], dont, entre autres :
  - Eustache Compère dit de Prelle († ca. 1530)[40], qualifié d'écuyer[41], seigneur d'Eugies[42], bailly de Saint-Aubert[41], concessionnaire des charbonnages de Fromeries[42]. Il épousa[40] Judith Chamart[N 19], fille de Baudouin Chamart, conseiller de l'archiduc, prévôt de La Longueville, homme de fief de Hainaut, et de Donche de la Vallée, dite de Mortaigne.
  - Jean Compère dit de Prelle[43],[N 20] († ca. 1525), qualifié d'écuyer[44],[45],[46], seigneur d'Hensies[47], maïeur de Feluy[48], du Croquet et de l'Escaille. Il épousa Grégoirette de Somaing[N 21],[N 22], fille de Jacques de Somaing, écuyer, et de Marguerite le Carlier dite de Carloe[N 23], dont, entre autres :
    - Jean Compère dit de Prelle († ca. 1580)[49],[50],[51], échevin de Feluy, bailly de Feluy, homme de fief de l'Escaille. Il épousa Suzanne de Bousies dite de Vertaing († ca. 1582)[N 24], dont, entre autres :
      - Jean de Prelle dit Compère († 1614)[47], homme de fief de la seigneurie de Feluy, échevin de Feluy. Il épousa Florence ou Jeanne del Court[N 25],[52], dont :
        - Jean de Prelle dit Compère (1585-1655), licencié en théologie de l'Université de Louvain, curé de Cordes (1615-1646), confesseur des Dames de l'abbaye noble de Ghislenghien (1646-1655). Il fonda une bourse d'études pour la théologie au collège du Pape à Louvain[53].

      - Charles de Prelle dit Compère[N 26] (1558-1608), écuyer[N 27], gentilhomme à la suite de Charles de Gavre[N 28], bailly du marquisat d'Aiseau pour le même seigneur[54],[55],[56]. Il épousa Anne de Lannoy[5],[N 29] fille de Jean de Lannoy et de Yolande[N 30] de Hembise[N 31] et sœur de Dom Jacques de Lannoy (1547-1593), abbé et restaurateur du Monastère d'Eename[N 32] et de Pierre de Lannoy, bailli d'Hellebecq.
        - Antoine de Prelle dit Compère[N 33] († 1644), fils du précédent, écuyer, bailly du marquisat d'Aiseau. Il épousa Marguerite le Sire de Gougnies[N 34], fille de François le Sire, écuyer[N 35], seigneur de Gougnies et de Gerpinnes, capitaine d'infanterie au service de Sa Majesté et de Isabeau de Hoves[57],[N 36], dame d'Audierbois[54],[55],[56],[58], dont, entre autres :
          - Emmanuel-François de Prelle dit Compère[N 33] (1629-1700), écuyer, licencié ès-lois, bailly de la terre et marquisat d'Aiseau, 1er juré de la ville de Nivelles[55],[59],[60]. Il épousa Bernardine Rauvoet[N 37] (1633-1695), fille de Jean Rauvoet et d'Élisabeth Bonbacque.
          - Charles de Prelle dit Compère (1631-1698)[61], écuyer, seigneur des fiefs et nobles tenements de la Nieppe[N 38],[62],[63],[64] et de Berlette[65],[66], seigneur de Picquendale[67], capitaine d'une compagnie de cent cuirassiers au régiment du baron de Lumbre[68] au service de Sa Majesté Catholique ensuite, sergent-major d'un terce de cavalerie au service de Sa Majesté Catholique[69]. Il épousa Catherine-Thérèse de Coppehem, dame héritière de la Nieppe, de Berlette, de Picquendale et de Secquier, fille de Jean, écuyer, seigneur des fiefs précités, conseiller au conseil d'Artois, conseiller de Sa Majesté en son bailliage de Saint-Omer (premier office)[70], lieutenant particulier du bailliage de Saint-Omer et de Anne de Le Nef[N 39], dont, entre autres :
            - Jean-Charles de Prelle dit Compère (1669-1740)[71], écuyer, seigneur des fiefs et nobles tenements de la Nieppe[N 40],[N 41] et de Berlette[N 42], fiefs possédant justice foncière et vicomtière, seigneur d'Edequine[72] et de Secquier[73], juré de la ville de Nivelles[69]. Il épousa Bernardine-Jacqueline van der Beke[N 43], fille de Pierre van der Beke, écuyer, greffier de Sinnay et Belcele et de Jossine Rauvoet[N 44], petite-fille de Jacques-Philippe van der Beken, écuyer, seigneur de Sassinghien, lieutenant civil de la ville de Gand, ensuite haut-échevin du Pays de Waes[74], dont, entre autres :
              - Charles-Siméon[N 45] de Prelle (1702-1738), écuyer, capitaine d'infanterie au régiment de Starhemberg au service de Sa Majesté Impériale et Catholique Charles VI, tué sur le champ de bataille de Mehadia au cours de la quatrième guerre austro-turque (1735-1739)[69].
              - Hyacinthe[N 46] de Prelle (1711-1773)[75], écuyer, seigneur des fiefs vicomtiers de la Nieppe[N 47] et de Berlette[N 48], cadet dans la compagnie flamande de la garde du corps du Roi Philippe ensuite capitaine de cavalerie au service du Roi d'Espagne. Il épousa Marie-Josèphe Marcq[N 49], fille d'Adrien-Nicolas-Joseph Marcq, écuyer, licencié ès-lois, avocat au conseil souverain de Brabant, premier juré de la ville de Nivelles, administrateur des biens de l'abbaye d'Affligem, et de Marie-Catherine-Josèphe Sotteau[N 50].

          - François-Louis de Prelle dit Compère[N 33] (1637-1700[N 51]), écuyer, grand bailly de Châtelet[76], d'Aiseau, Farciennes, Pont-de-Loup, Bouffioulx, Memberzée et leurs dépendances[77], fieffé des pêcheries et coultures de Sclayn[N 52],[78],[79]. Il épousa Anne Marie Françoise André, de Huy[76] († 1714), dont, entre autres :
            - Charles Joseph de Prelle dit Compère (1685–1753)[80], écuyer, seigneur du fief des pêcheries de Sclayn[N 53], bailly de Châtelet, gentilhomme de la bouche de S. A. E. l'évêque et prince de Liège et archevêque de Cologne, Joseph-Clément de Bavière. Il eut pour marraine Anne-Waltrude de Gavre. Il ne contracta pas d'alliance.

### XIXesiècle-XXIesiècle
- Hyacinthe de Prelle (1711-1773), sus-mentionné, eut pour descendance :
  - Jean-Charles[N 54] de Prelle de la Nieppe (1755-1832), fils du précédent, écuyer, dernier seigneur du fief vicomtier de la Nieppe, licencié ès-lois. Il obtint, le 1er janvier 1823, reconnaissance de noblesse, il figure sur la première liste officielle des nobles et il était inscrit dans l'ordre équestre du Brabant Méridional[81]. Il épousa Mathilde Claire Marie Thérèse Félicité Wellens[N 55] (1780–1863), fille de Charles André Joseph Wellens (nl), écuyer, échevin de Nivelles et de Marie Catherine Félicité Thiry, dont, entre autres :
    - Charles[N 56] de Prelle de la Nieppe (1803-1847)[82],[N 57], écuyer, docteur en droit, échevin de la ville de Nivelles ensuite, major de la garde civique de Nivelles[83] ensuite, capitaine commandant de deuxième classe au régiment d'élite (infanterie de ligne) (1835)[84] ensuite, capitaine commandant de première classe au régiment d'élite (grenadiers) (1845)[69],[85].
    - Emmanuel[N 58] de Prelle de la Nieppe (1809-1887)[86],[87],[88], écuyer, commis-greffier au tribunal de première instance de Nivelles ensuite, vice-procureur du Roi près le tribunal de première instance de Charleroi ensuite, juge d'instruction près le tribunal de première instance de Charleroi ensuite, vice-président près le tribunal de première instance de Charleroi ensuite, président près le tribunal de première instance de Charleroi ensuite, conseiller à la Cour d'appel de Bruxelles ensuite, président de chambre à la Cour d'appel de Bruxelles ensuite, premier président honoraire de la Cour d'appel de Bruxelles, commandeur de l'ordre de Léopold, décoré de la croix civique de première classe. Il épousa Charlotte-Eugénie-Sophie-Marie-Josèphe de Haussy (1820–1883), fille de François-Philippe-Louis-Hyacinthe de Haussy (1789–1869), baron, premier gouverneur de la Banque nationale de Belgique de 1850 à 1865, député aux États provinciaux, sénateur, ministre de la justice, avocat, commandeur de l'ordre de Léopold et de Anne-Marie-Sophie-Eugénie Desmanet d'Erquennes. Leur fille, Claire épousa Auguste van Maldeghem, dont, entre autres :
      - Charles[N 59] de Prelle de la Nieppe (1846–1915)[89],[90], écuyer, docteur en droit, premier avocat général à la Cour d'appel de Bruxelles ensuite procureur général près la Cour d'appel de Bruxelles, commandeur de l'ordre de Léopold, décoré de la croix civique de première classe, décoré de la médaille commémorative du règne du roi Léopold II. Il était réputé pour ses « mercuriales sensationnelles »[91], dont : L'œuvre de M. le président Magnaud (1908), Sur l'introduction des lois sur la conscription militaire en Belgique (1909), L'institution des justices de paix (1910) et La gendarmerie (1912)[92]. À sa mort, le 9 mai 1815, la place de procureur général de Bruxelles resta vacante jusqu'à la nomination de Jean Servais (1856-1946) qui eut lieu le 13 décembre 1918[93]. Il épousa Pauline-Thérèse-Adolphine Simons (1851–1928), fille de Chrétien-Louis Simons, lieutenant-général, gouverneur de la province de Liège, grand officier de l'ordre de Léopold et de Pauline-Charlotte Thomeret, dont, entre autres :
        - Edmond[N 60] de Prelle de la Nieppe (1873-1959)[94], écuyer, docteur en droit, conseiller de légation honoraire, secrétaire de légation de Sa Majesté le Roi des Belges, chevalier de l'ordre de Léopold, grand cordon de l'ordre du Double Dragon (Chine). Il épousa en premières noces Maria Mavromichalis (1873–1938), fille de Pétros Mavromichális, ministre de la Justice, commissaire royal au Saint-Synode, et de Kleopatra Kladou. Veuf, il épousa en secondes noces Jeanne-Marie-Louise Gonzalès de Linarès[N 61],[N 62], fille de Paul-Amédée Gonzalès de Linarès et de Marie-Clara-Alexandrine Brunet de la Martinière.
        - Paul[N 63] de Prelle de la Nieppe (1876-1919)[94], écuyer, bourgmestre de Manage. Il épousa Marie-Henriette-Louise-Félicité-Jeanne-Ghislaine Tiberghien (1880–1935), fille du sénateur Félix-Paul Tiberghien, premier bourgmestre de Manage, et de Elisa-Constance-Marie Libert.

      - Maxime[N 64] de Prelle de la Nieppe (1861–1944)[94], écuyer, avocat, médaille de vermeil de la Reconnaissance française[95], fils d'Emmanuel de Prelle de la Nieppe (1809-1887). Il épousa Louise-Augusta-Bertha-Elise Allard (1868–1938)[N 65], fille de Joseph Gustave Ernest Allard, avocat, homme politique belge membre du parti libéral et d'Élise Rombaut.

  - Emmanuel[N 66] de Prelle (1757-1834), fils de Hyacinthe de Prelle (1711-1773), licencié en droit, juge au tribunal de 1re instance de Malines, procureur impérial au tribunal de 1re instance de Malines.
  - Bernard[N 67] de Prelle de la Nieppe (1758–1844)[96], frère du précédent, écuyer, licencié ès-lois, membre du conseil municipal de Nivelles. Il obtint en même temps que son frère aîné, le 1er janvier 1823, reconnaissance de noblesse, il figure sur la première liste officielle des nobles et il était inscrit dans l'ordre équestre du Brabant Méridional[81]. Il épousa Marie-Anne-Thérèse-Françoise de Biseau (1751–1817), dame de Carville, fille de Charles-Urbain-Joseph de Biseau (1726–1764), seigneur de Familleureux, Besonrieux et Pleuseghem et de Marie Thérèse Victoire Tacquenier[N 68], dont, entre autres :
    - Auguste[N 69] de Prelle de la Nieppe (1790-1865)[97],[98], écuyer, licencié en droit, officier de cavalerie au régiment impérial des gardes d'honneur de Napoléon Ier (campagnes d'Allemagne et de France), premier juge de paix du canton de Nivelles, membre de la commission administrative des hospices de Nivelles, membre du conseil d'administration du mont-de-piété de Nivelles, chevalier de l'ordre de Léopold, décoré de la médaille de Sainte-Hélène[69]. Il épousa sa cousine germaine : Elisabeth de Prelle de la Nieppe (1811–1885), fille de Jean-Charles-François-Ghislain de Prelle de la Nieppe (1755–1832), écuyer, licencié- ès-lois et de Mathilde-Claire-Marie-Thérèse-Félicité Wellens (1780–1863).
      - Fernand[N 70] de Prelle (1846–1883)[99],[N 71], écuyer, lieutenant d'infanterie au 14e régiment de ligne.
      - Edgar[N 72] de Prelle de la Nieppe (1854-1915)[3],[98], écuyer, conservateur honoraire du musée de la Porte de Hal[N 73] et des musées royaux du Cinquantenaire[100], fondateur du musée archéologique de Nivelles[100], receveur des hospices de Nivelles, chevalier de l'ordre de Léopold, décoré de la médaille civique de première classe, décoré de la croix commémorative du règne de Sa Majesté Léopold II. Il épousa Jeanne-Joséphine-Louise Verhaegen[N 74] (1863–1957), fille de Jean-Baptiste-François-Eugène Verhaegen, avocat, conseiller communal de Watermael-Boitsfort et de Marie-Florence-Caroline-Joséphine Nève, petite-fille du côté paternel de Pierre-Théodore Verhaegen, avocat, bourgmestre de Watermael-Boitsfort, président de la Chambre des représentants, fondateur de l'Université libre de Bruxelles et de Jeanne-Philippine-Françoise-Josèphe Barbanson[N 75],[N 76].
        - Adrien[N 77] de Prelle de la Nieppe (1893-1914)[101], écuyer, maréchal des logis au 2e régiment de Guides, tué sur le champ de bataille de Budingen[N 78],[102], chevalier de l'ordre de Léopold II avec palme, croix de guerre 1914-18 à titre posthume.
        - Roger[N 79] de Prelle de la Nieppe (1895-1953)[101], écuyer, lieutenant au premier régiment de carabiniers aux troupes coloniales, capitaine d'infanterie honoraire, commandant de la garde militaire de Belgique à Pékin, volontaire de guerre 1914-18, officier de l'ordre de la Couronne avec glaives, officier de l'ordre de Léopold II avec glaives, officier de l'ordre de l'Épi d'or (Chine), chevalier de l'ordre de Léopold avec palme, chevalier de l'ordre Royal du Lion avec palme, croix de guerre 1914-18 avec 3 palmes et un lion en bronze, décoré de la croix de l'Yser, décoré de la médaille du volontaire combattant, décoré de la médaille de la victoire, décoré de la médaille commémorative de la guerre 1914-18, décoré de la médaille commémorative en argent des campagnes d'Afrique, deux citations à l'ordre du jour de l'armée, une citation à l'ordre du jour du régiment. Il épousa la baronne Marie-Louise-Catherine-Marguerite Moncheur[N 80], fille du baron Ludovic-Alfred-Joseph-Ghislain Moncheur et de Mary-Daisy Holman[N 81], petite-fille du côté paternel de François-Désiré-Victor Moncheur et de Louise-Joséphine-Ghislaine Bauchau, dont, entre autres :
          - Alain[N 82] de Prelle de la Nieppe (1922-1955)[103], écuyer, journaliste, écrivain, globe-trotter, correspondant de guerre à l'ONU en Corée, tué en mission de reportage de guerre au Maroc. Il épousa Purificación Hernaiz Van den Eynden (1924–2011)[N 83], fille de Andrés Hernaiz et de Gloria Escorza, et fille adoptive de Marie-Joseph-Jean-François Van den Eynden et de Marie-Léopoldine Tessens.
          - Réginald[N 84] de Prelle de la Nieppe (1926-2014)[103], écuyer, journaliste indépendant, correspondant de guerre[N 85], écrivain. Il épousa Marthe-Yvonne-Marie Gept[N 86] (1925-2014), directrice-rédactrice en chef de l'hebdomadaire Femmes d'Aujourd'hui, chevalier de l'ordre de Léopold II, décoration du travail de 1re classe, fille de René Gept, ingénieur agronome, chevalier de la Légion d'honneur, et de Geneviève Couston, dont, entre autres :
            - Yves[N 87] de Prelle de la Nieppe (1951-)[104],[26], écuyer, licencié en droit, vice-procureur du Roi honoraire au tribunal de première instance de Nivelles[N 88],[105], procureur du Roi[106],[107] faisant fonction au tribunal de première instance de Nivelles (2009), commandeur de l'ordre de la Couronne[N 89], officier de l'ordre de Léopold[N 90]. Il épousa Michèle Maria-Maurice-Juliette Vanhoorne (1950-)[N 91], fille de Rogier Vanhoorne et de Juliette-Maria-Frans-Kamiel Tolleneer.

## Demeures et possessions

### Châteaux
- Château de Fonteneau à Nivelles, sis à la Chaussée de Bruxelles[108], domaine classé le 12 avril 1977. Hyacinthe de Prelle (1711-1773) fait construire le château en 1756. Il reste dans la famille jusqu'en 1995, date à laquelle il est vendu à la famille Van Overdijk. Il est ensuite revendu à Univell SA, une société de consultance. Le domaine compte 14 hectares en 1927. Il en compte encore 6 à l'heure actuelle[109],[110],[111],[112].
- Château de Prelle dit aussi château de la Cour au Bois[26] à Manage[113]. Ce château passe à la famille de Prelle de la Nieppe dans la seconde moitié du XIXe siècle à la suite d'une alliance avec la famille Tiberghien. Il reste la propriété de cette famille pendant deux générations avant d'être revendu en 1985. La ferme de la Courte au Bois qui faisait partie intégrante du domaine est vendue séparément[114],[115].
- Château Valduc à Auderghem. Le baron Paul de Cartier fait construire le château en 1870 avant de le revendre à Emmanuel de Prelle de la Nieppe (1809-1887) le 12 septembre 1876. Le château passe ensuite à la famille van Maldeghem à la suite de l'alliance de Claire de Prelle de la Nieppe, fille d'Emmanuel, avec Auguste van Maldeghem[116].

### Seigneuries
- Seigneurie vicomtière de la Nieppe à Tilques[62],[63],[64].
- Seigneurie vicomtière de Berlette à Merck-Saint-Liévin[65],[66].
- Seigneurie de Picquendale à Leulinghem (fief mouvant de la seigneurie de Saint-Bertin à Quelmes)[67].
- Seigneurie d'Eugies[117],[118],[119],[120].
- Seigneurie d'Hensies[47]
- Seigneurie d'Edequine[72]
- Seigneurie de Secquier[73]

### Fiefs
- Fief des Pêcheries et Coultures de Sclayn[121]

### Hôtels particuliers
- Hôtel particulier de Prelle (anciennement Hôtel de Herzelle ou Herzelles)[122] à Nivelles, sis à la rue de Mons. Hôtel cité dès 1340 lorsque l'abbesse de Nivelles y descendait pour revêtir son riche manteau garni d'hermine[123]. L'hôtel passe en 1687 de la famille Servais-Rauvoet à la famille de Prelle de la Nieppe par héritage. Cette dernière s'en sépare au début du XXe siècle lors de la nomination à Bruxelles d'Edgar de Prelle (1854-1915) en tant que conservateur du musée de la porte de Hal. Il sera détruit lors du bombardement de Nivelles par les Allemands en 1940. L'hôtel fait l'objet de la visite du prince et de la princesse Albert de Belgique, le 21 juin 1903[124],[125].
- Hôtel particulier dit de Roben à Nivelles, sis à la Grand-Place en face de la collégiale Sainte Gertrude. La famille de Prelle de la Nieppe occupe cet hôtel au commencement du XIXe siècle avant qu'il ne passe à la douairière Baronne de Roben de Clabecq née marquise de la Croix de Chevrières de Sayve ensuite, à M. Corbisier de Méaulsart, président du tribunal de Nivelles[126],[127].
- Hôtel particulier de Prelle de la Nieppe, avenue Louise, 58, à Bruxelles, construit en 1891 selon les plans de l'architecte Henri Maquet[128].

### Autres
- Pavillon des Sphinx[N 92] à Beez en bord de Meuse, villa de style mosan construite par le vicomte de Baré de Comogne. Elle était située dans un immense parc en face de l'ancienne maison communale[129]. Elle fut occupée par Roger de Prelle (1895-1953), sa femme, née baronne Marguerite Moncheur (1899-1972), et leurs trois enfants[N 93] pendant la 1re moitié du XXe siècle.
- Refuge des Trinitaires du Prieuré d'Orival, qui héberge actuellement le musée de la ville de Nivelles. Grande maison construite à l'endroit de l'ancienne église Saint-André supprimée par les religieux d'Orival. Les matériaux de construction de cette bâtisse proviennent en partie d'une chapelle dite chapelle de Saint Jean de Jérusalem qui avait servi précédemment pour les offices religieux des chevaliers Templiers[130]. Ce refuge fut racheté en 1804 par Marie-Anne de Biseau (1751–1817), épouse de Bernard de Prelle (1758–1844). Ce dernier en fit don aux pauvres de la ville[131], bien du Bureau de Bienfaisance de la ville de Nivelles - où fut implanté un atelier de charité de tisserands - avant de devenir le siège de la Société Archéologique de Nivelles (SAN) créée en 1876. Trois années plus tard, le 10 juin 1956, eut lieu l'inauguration du musée et le bâtiment fut classé[132],[133].
- Ferme du Petit Baulers à Nivelles, située à l'arrière du château de Fonteneau, sise chemin du Petit-Baulers[134]. Elle date du XIXe siècle mais comporte un ancien pavillon en forme de tour datant de 1645. Elle entre dans le patrimoine familial en même temps que le domaine de Fonteneau et de la Potte au XVIIe siècle[135]. Elle appartient et est occupée actuellement par le chef de famille : Cédric de Prelle de la Nieppe[25] (1949-), fils d'Alain, écuyer, country business manager chez Nestlé.
- Cense de la Grande Hayette, à Aiseau. Cette ferme comprenant jardins, prairies et terres pour un total d'environ 32 bonniers fut bâtie en 1623 et existait toujours en 1904[136]. Elle appartint longtemps à la famille de Prelle, son dernier propriétaire fut Hyacinthe de Prelle (1711-1773). Il l'avait hérité de feu son cousin Charles Joseph de Prelle dit Compère (1685–1753), bailli de Châtelet, mort sans hoirs[137]. Hyacinthe décéda à 62 ans, laissant derrière lui 7 enfants tous mineurs. Leur oncle, Thomas-Philippe Marcq, écuyer, en tant que tuteur[N 94], revendit ladite cense à Alexis-Thomas de Lalou, fils de Charles-Philippe de Lalou, écuyer, bailli puis seigneur de Farciennes au nom du comte de Stubick (second mari de Marie-Philippine de Longueval)[138],[139].

## Alliances
- XVe siècle : Camps (des), Havrech (de), Sorbruecq (de), Weis de Ghislenghien (de), Wyerves (de).
- XVIe siècle :Baye, Berselle (de), Blois (de), Bousies de Vertain (de), Bruyère (de le), Chamart, Chizaire, Court (del), Daele (van den), La Falize (de), Fortamps, Lannoy (de)[5], Pierco, Pitepance (de), Prince (Le), Samme (de), Somaing (de), Thimé.
- XVIIe siècle : André, Castelain (de), Balicq de Sciry, Beke (van der), Behault (de), Binst (van), Coppehem de la Nieppe et de Berlette (de), Fossé (de), Franchier, Gozée (de), Hongre (le), Houx (du), Lannoy (de), Rauvoet, Sire de Gougnies (de), Wauthier.
- XVIIIe siècle : Biseau de Familleureux (de), Le Hoye (de), Marcq, Sire de Gougnies (de), Tricot.
- XIXe siècle : Allard, Bois (du), Dewandre, Gheyssens, Haussy (de), Hults (de), Kramer, Maldeghem (van), Mersman, Simons, Tiberghien, Verhaegen, Wellens.
- XXe siècle : Bauchau, Cumont, Dewit, Gasquet, Gept, Gonzalès de Linarès, Hernaiz Van den Eynden, Heylen, Isoard de Chènerilles (d'), Iweins d'Eeckhoutte, Jonghe d'Ardoye (de), Lamarche, Marcke de Lummen (van), Mavromichalis, Moncheur, Navez[N 95], Oultremont (d'), Prins van Westdorpe (nl), Radzitzky d'Ostrowick (de), Rigano, Ryckman de Betz (de), Sisteron, Vaillant du Chatelet de Jollain (le), Vanhoorne.
- XXIe siècle : André-Dumont, Lagrange, Miller, Vriesendorp (nl), Nguyen.

## Galeries

### Portraits

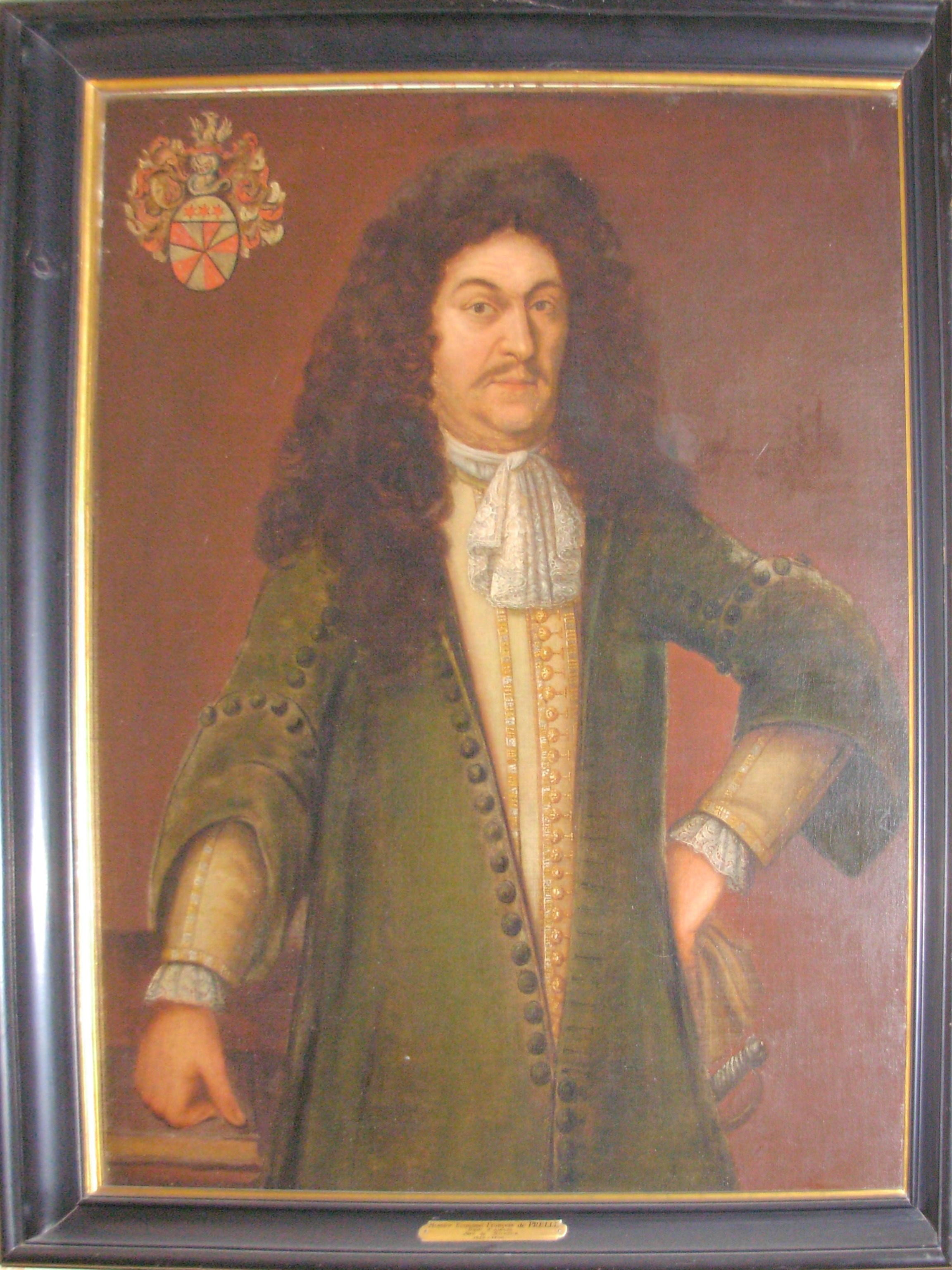
Emmanuel-François de Prelle (1629-1700), bailli de la terre et marquisat d'Aiseau, 1er juré de la ville de Nivelles.
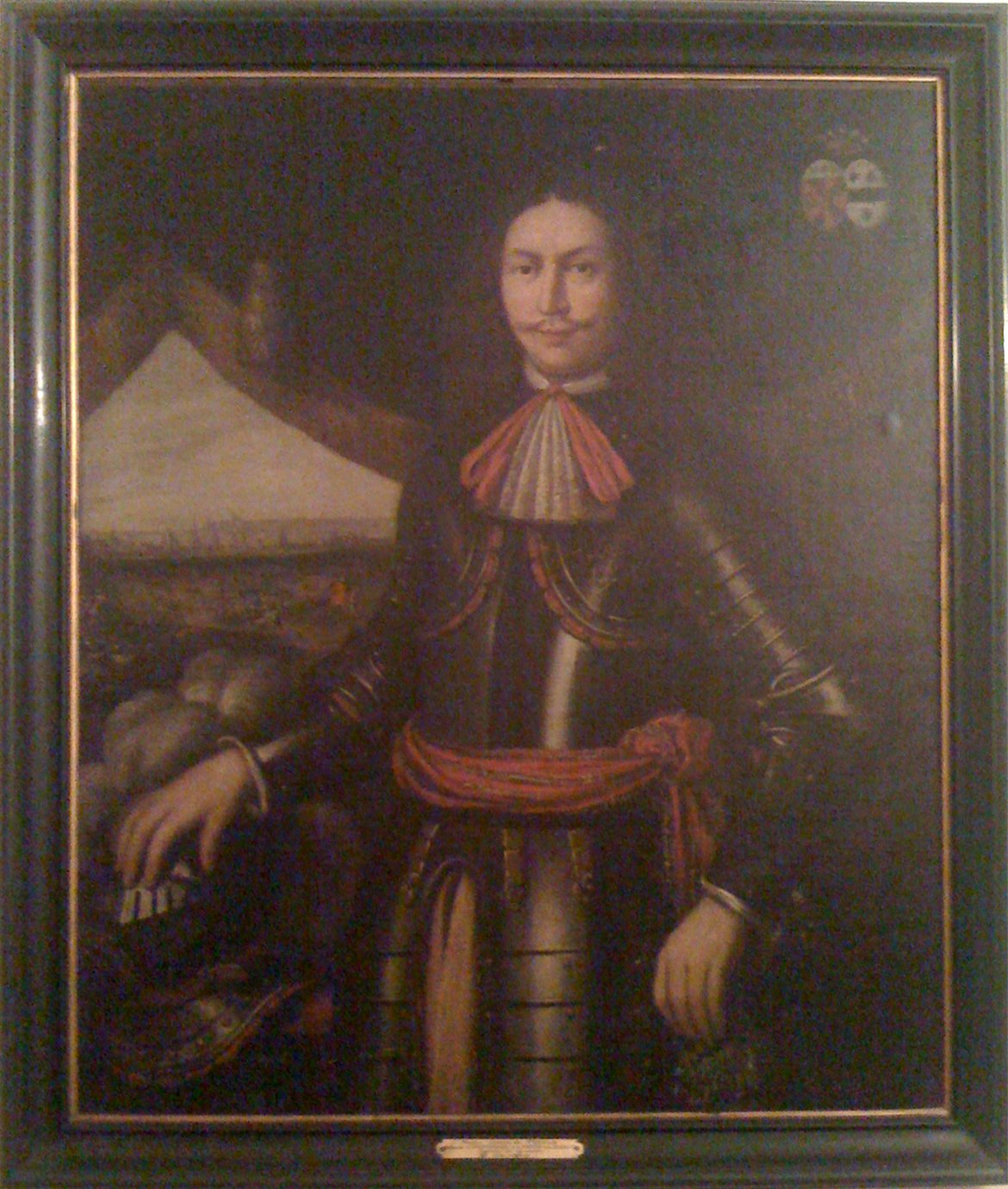
Charles de Prelle, seigneur de la Nieppe, de Berlette et de Picquendale (1631–1698), capitaine d'une compagnie de cent cuirassiers au régiment du baron de Lumbre au service de Sa Majesté Catholique, sergent-major d'un terce de cavalerie au service de Sa Majesté Catholique.
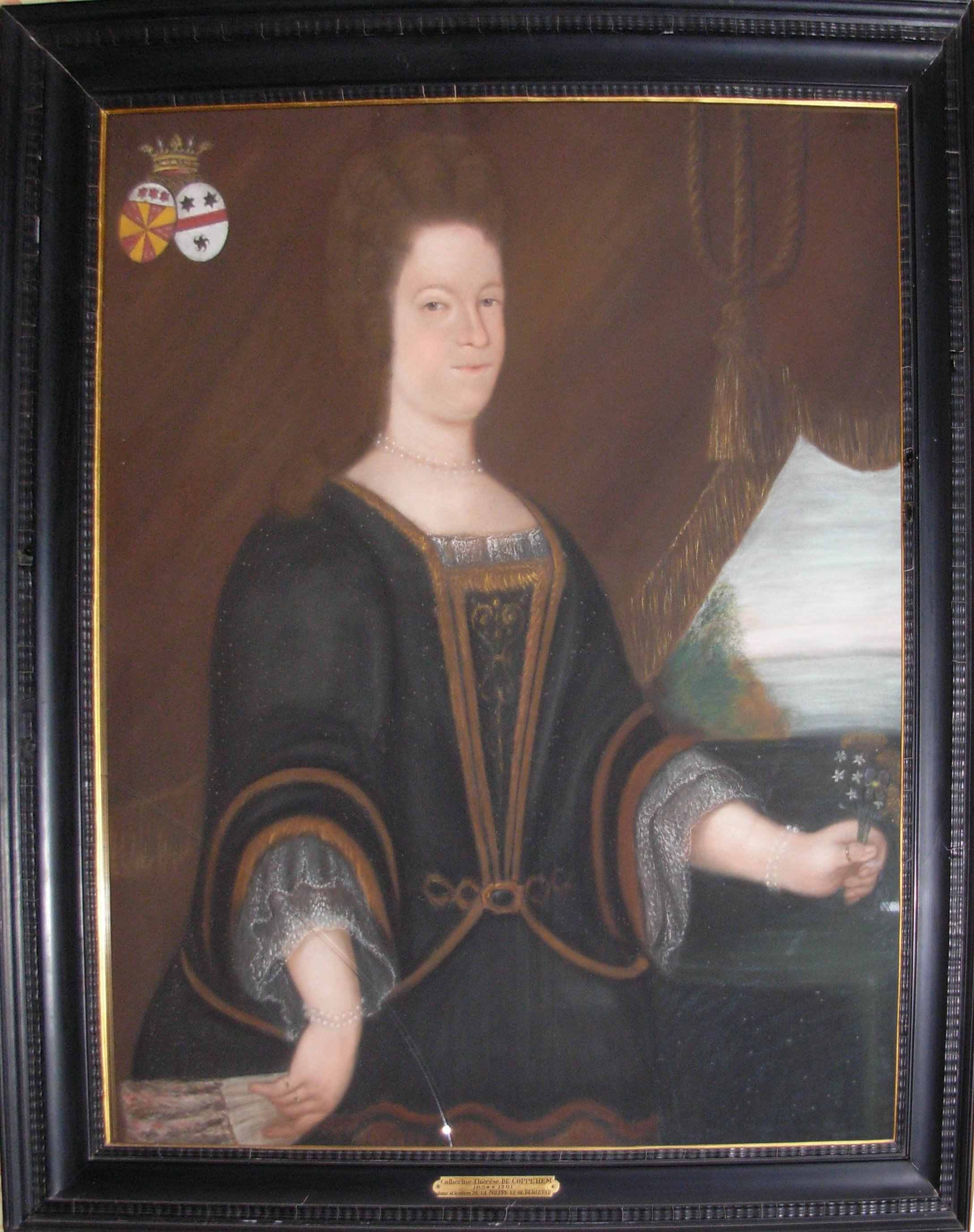
Catherine-Thérèse de Coppehem (1634-1701), dame de la Nieppe, de Berlette, de Picquendale et de Secquier, épouse de Charles de Prelle (1631–1698).
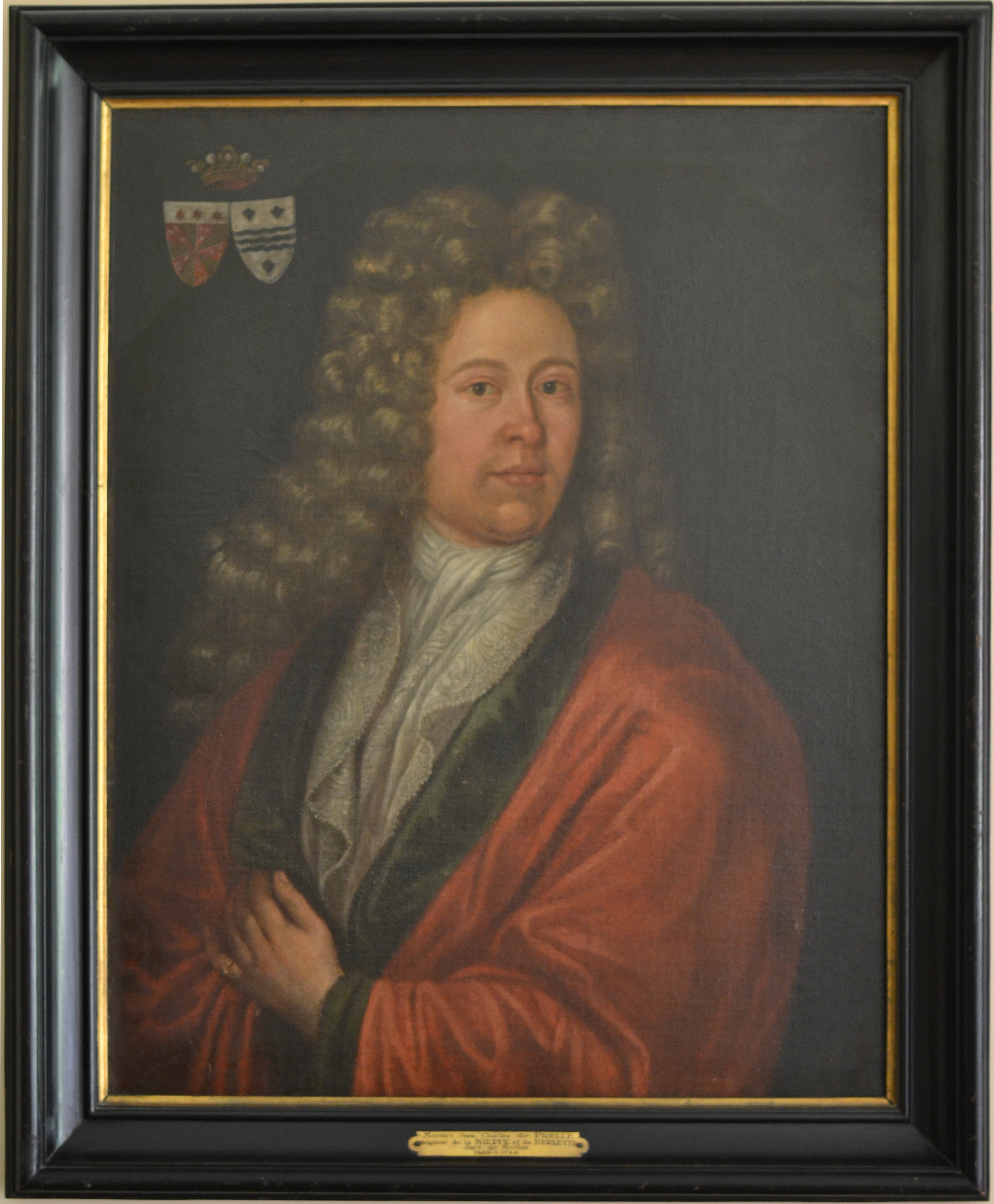
Jean-Charles de Prelle de la Nieppe (1669-1740), seigneur de la Nieppe, de Berlette, d'Edequine et de Secquier, juré de la ville de Nivelles.
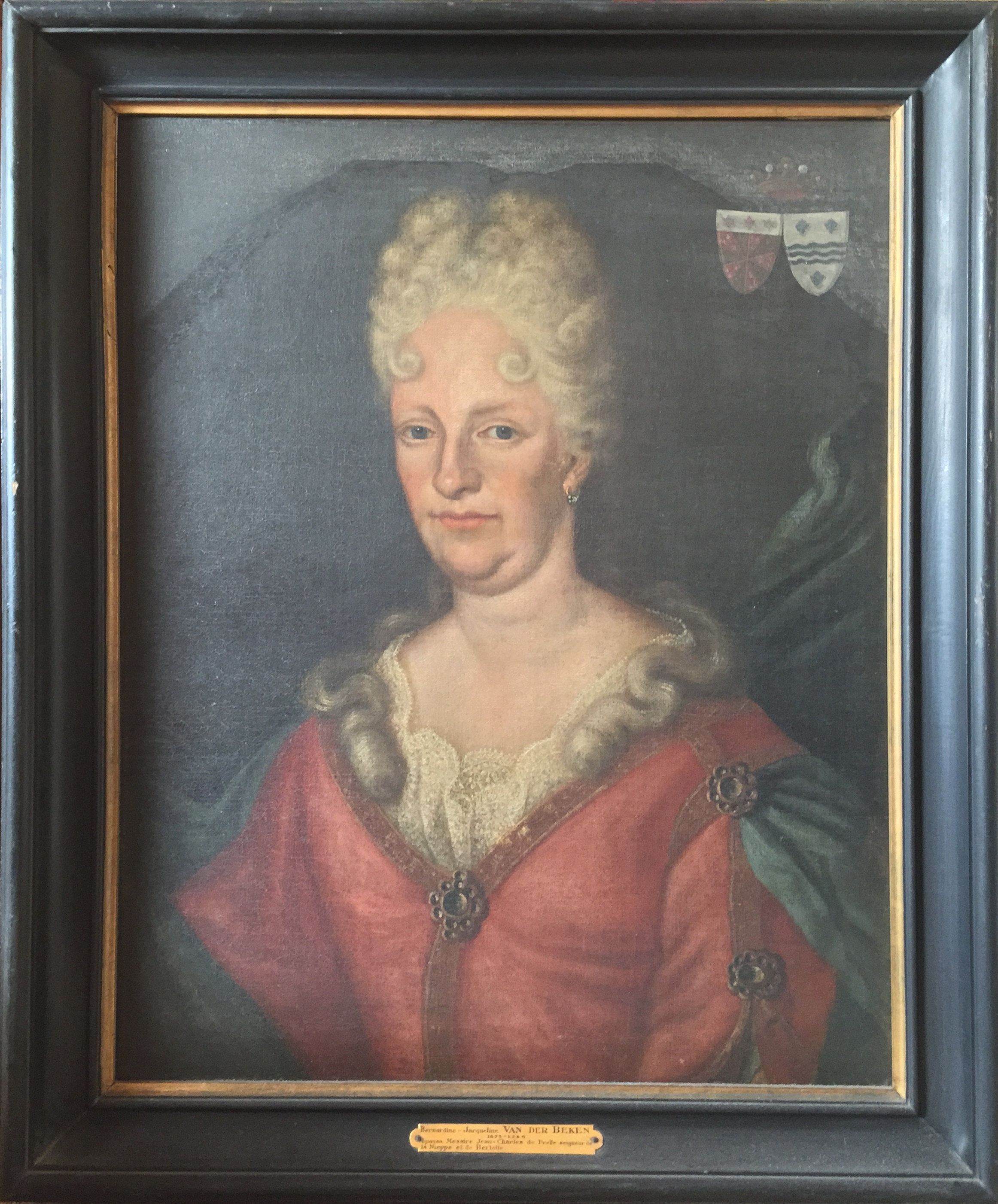
Bernardine-Jacqueline van der Beken (1673-1746), épouse de Jean-Charles de Prelle de la Nieppe (1669-1740).
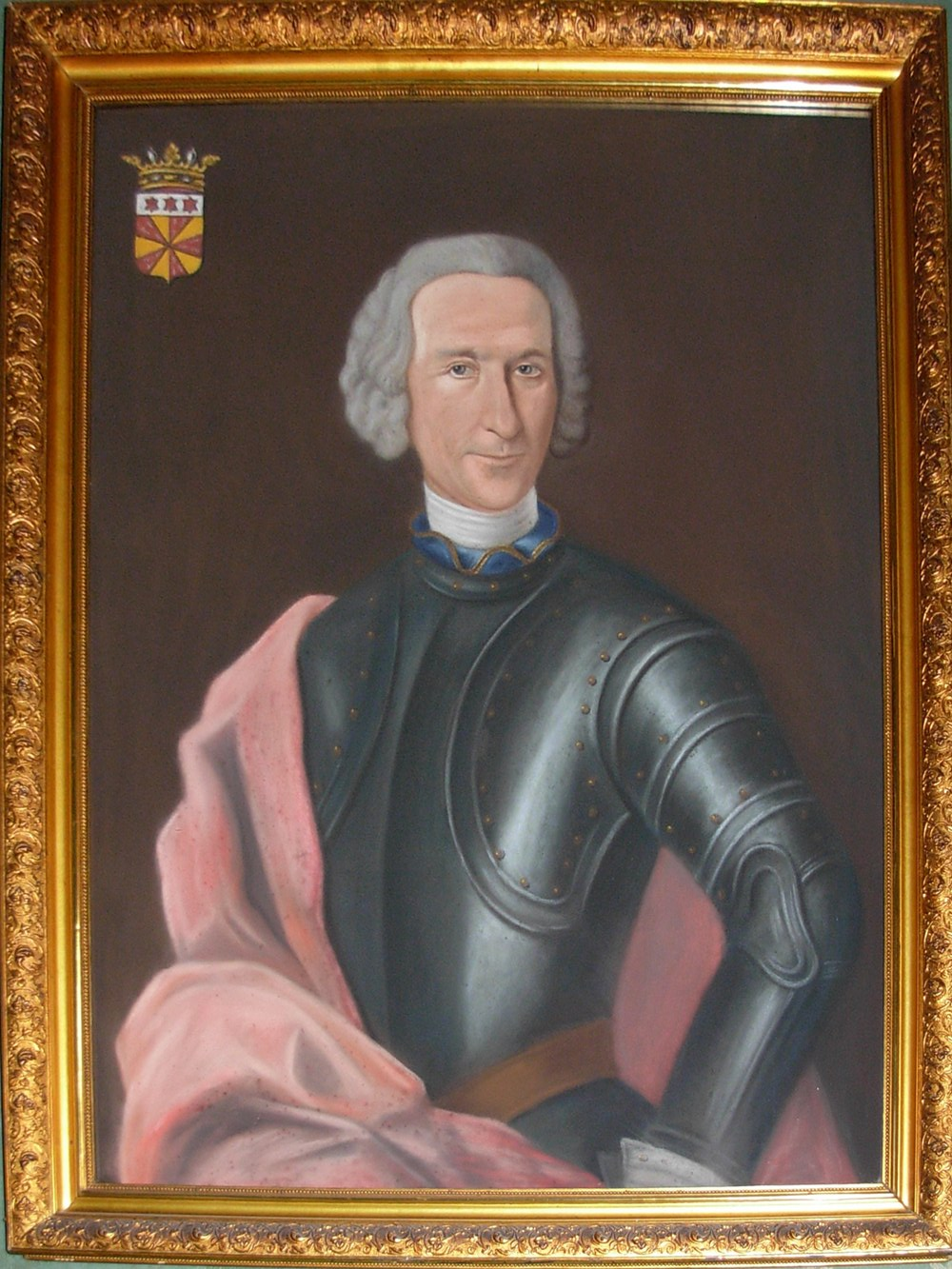
Charles-Siméon de Prelle de la Nieppe (1702–1738), capitaine d'infanterie au régiment de Staremberg au service de Sa Majesté Impériale et Catholique Charles VI, tué sur le champ de bataille de Mehadia au cours de la quatrième guerre austro-turque.
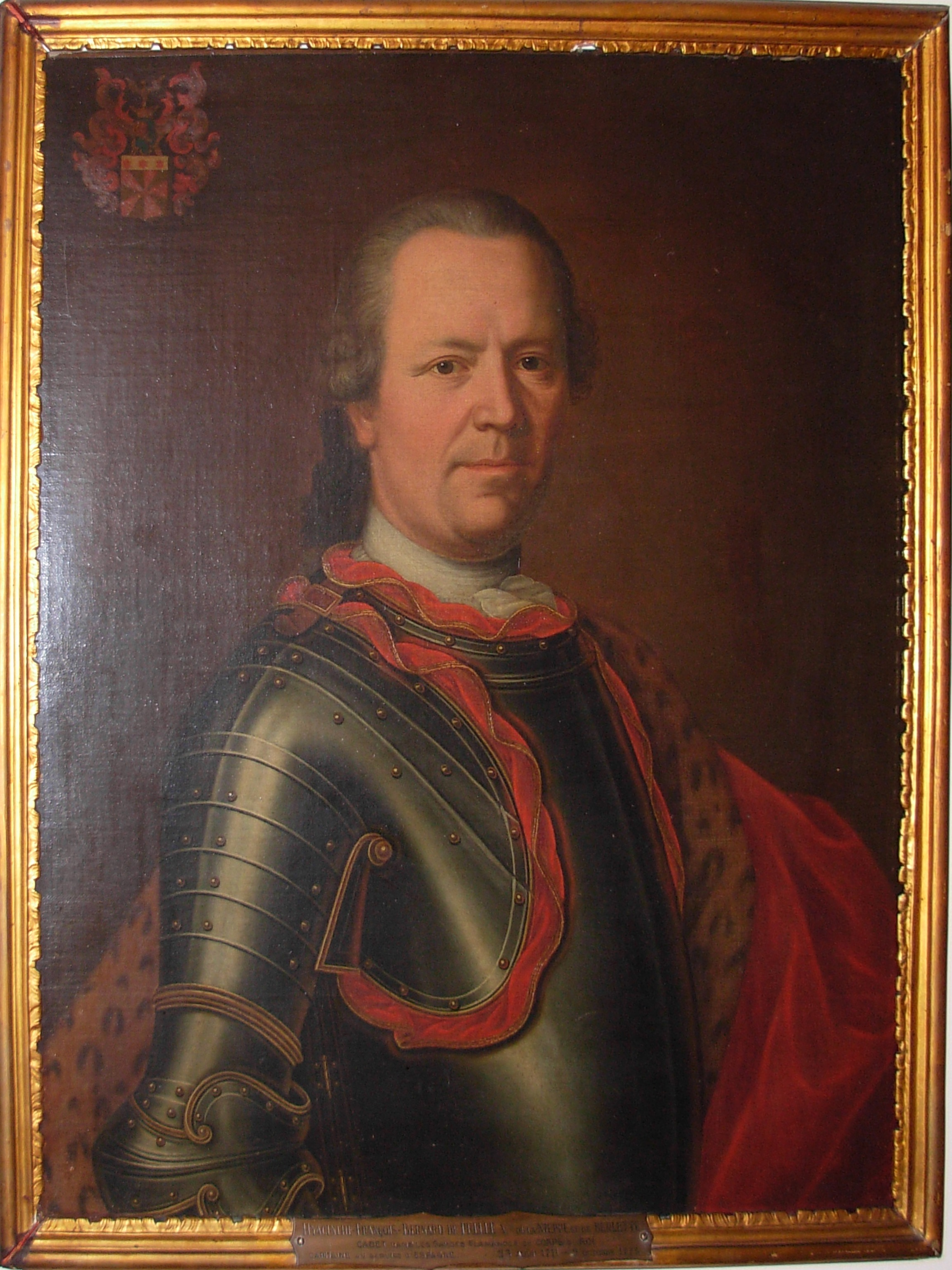
Hyacinthe de Prelle de la Nieppe (1711–1773), seigneur de la Nieppe et de Berlette, capitaine de cavalerie au service du Roi d'Espagne.
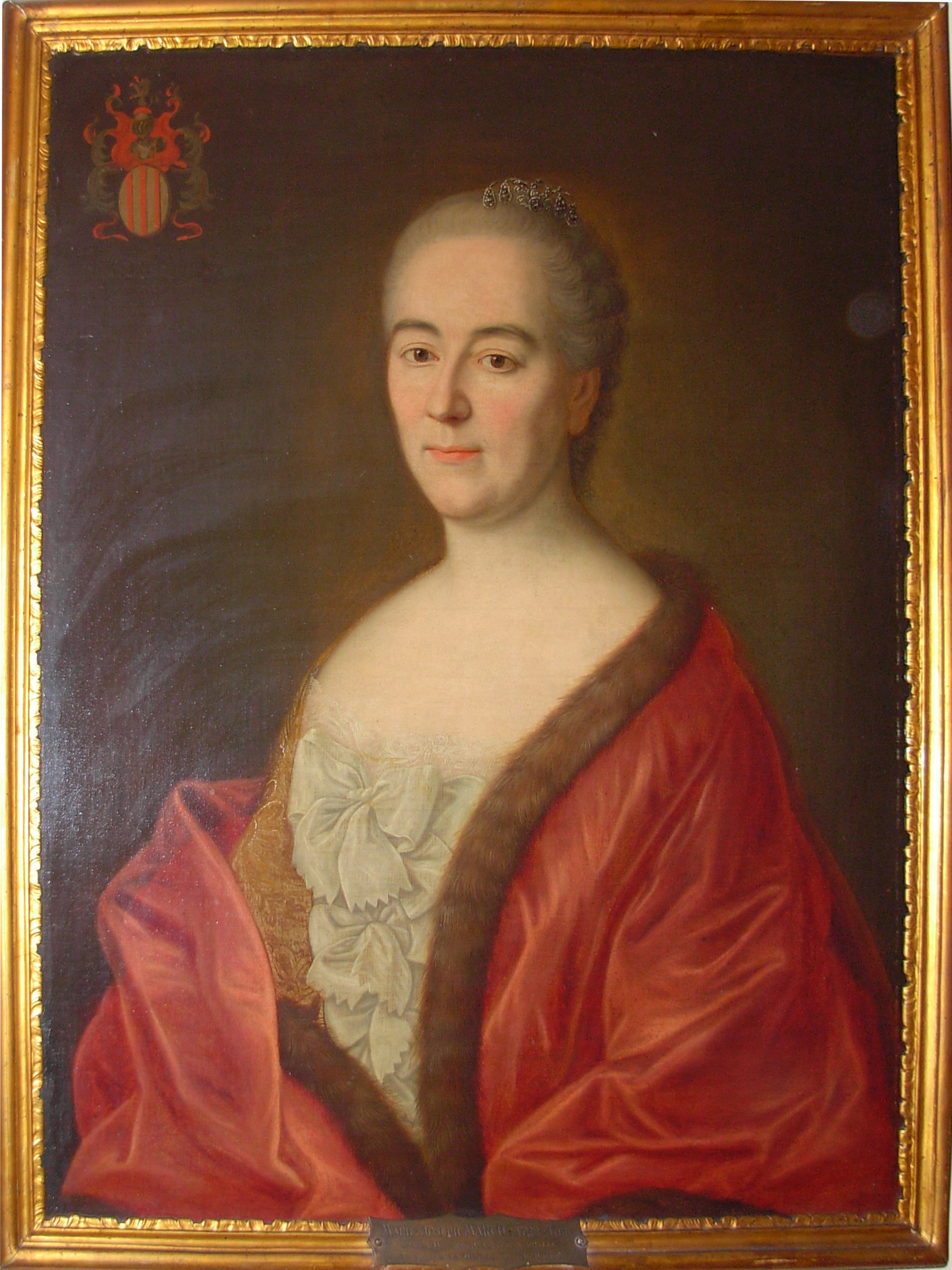
Marie-Josèphe Marcq (1722–1768), épouse de Hyacinthe de Prelle de la Nieppe (1711–1773).
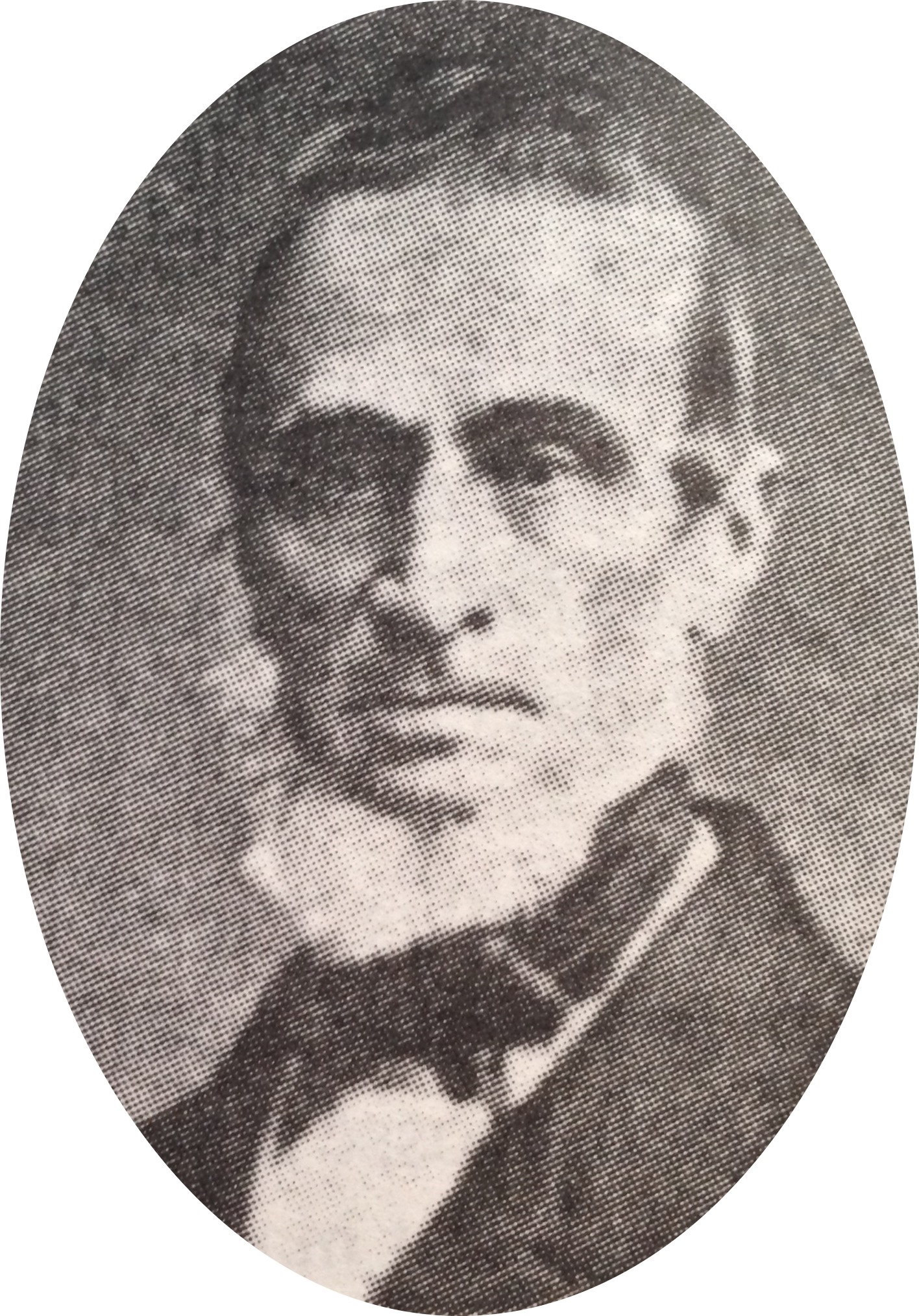
Auguste de Prelle (1790-1865), officier de cavalerie au régiment impérial des gardes d'honneur de Napoléon Ier, premier juge de paix du canton de Nivelles.
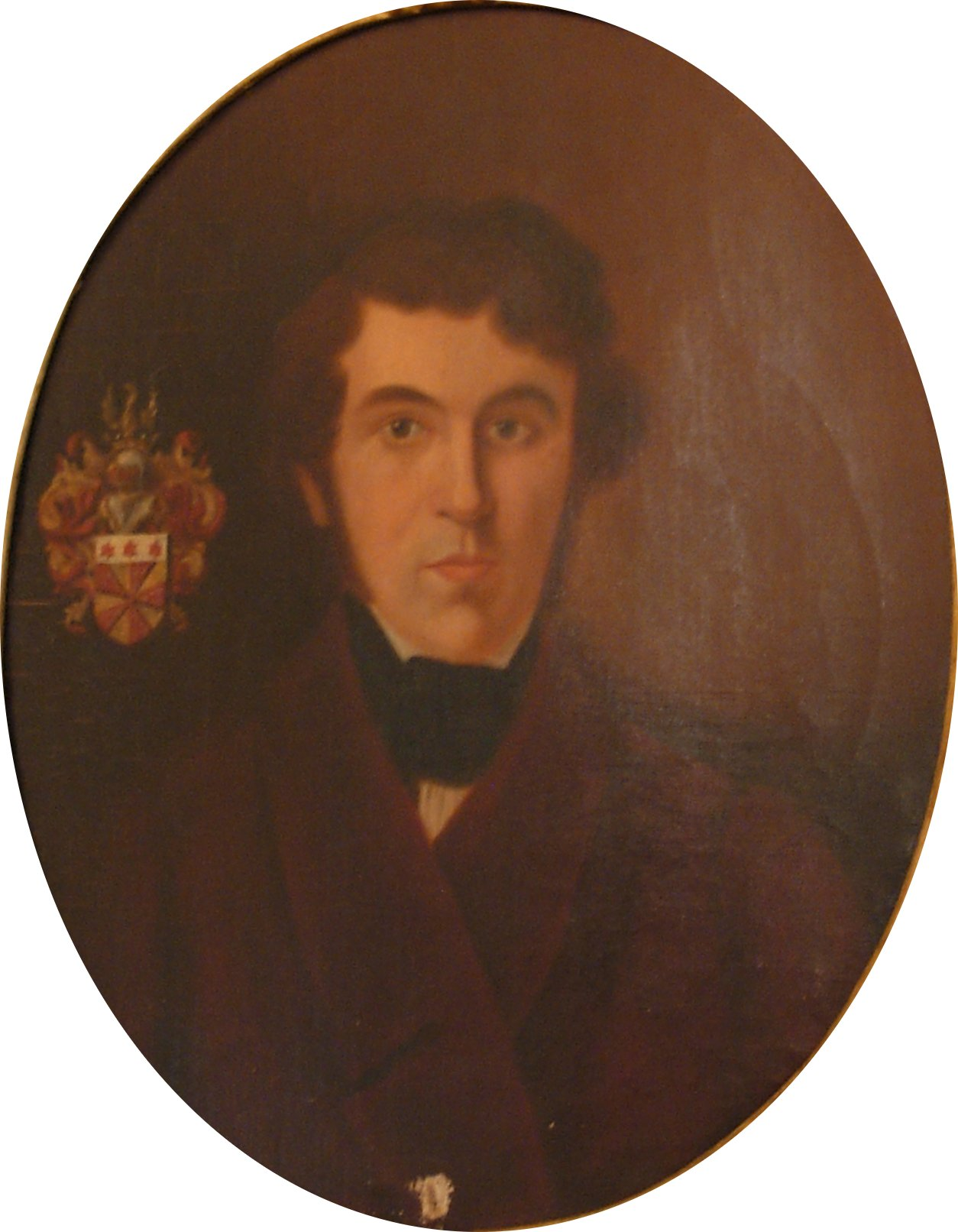
Romain de Prelle de la Nieppe (1805–1832), docteur en droit, avocat.
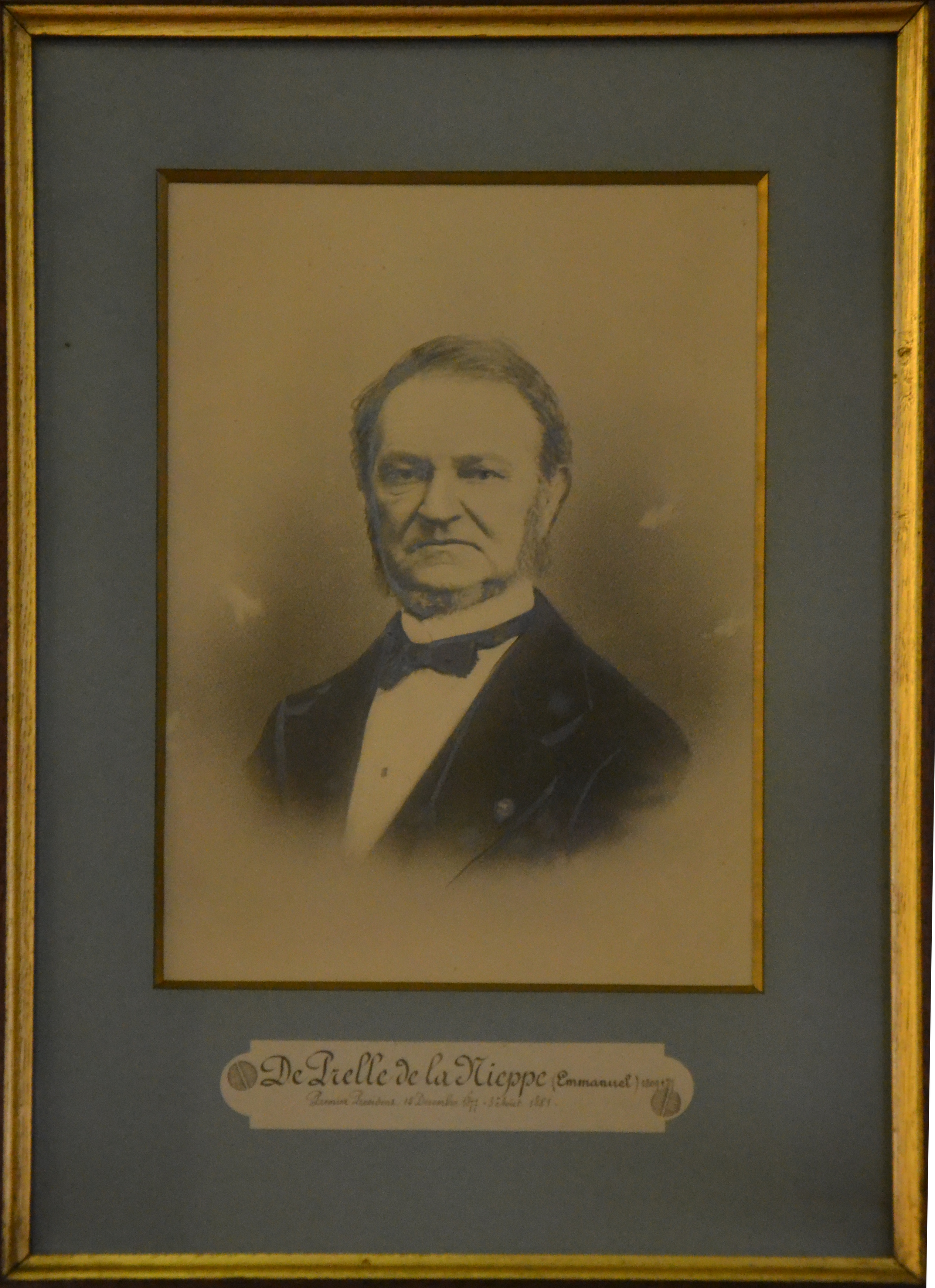
Emmanuel de Prelle de la Nieppe (1809-1887), premier président honoraire de la cour d'appel de Bruxelles, commandeur de l'ordre de Léopold.
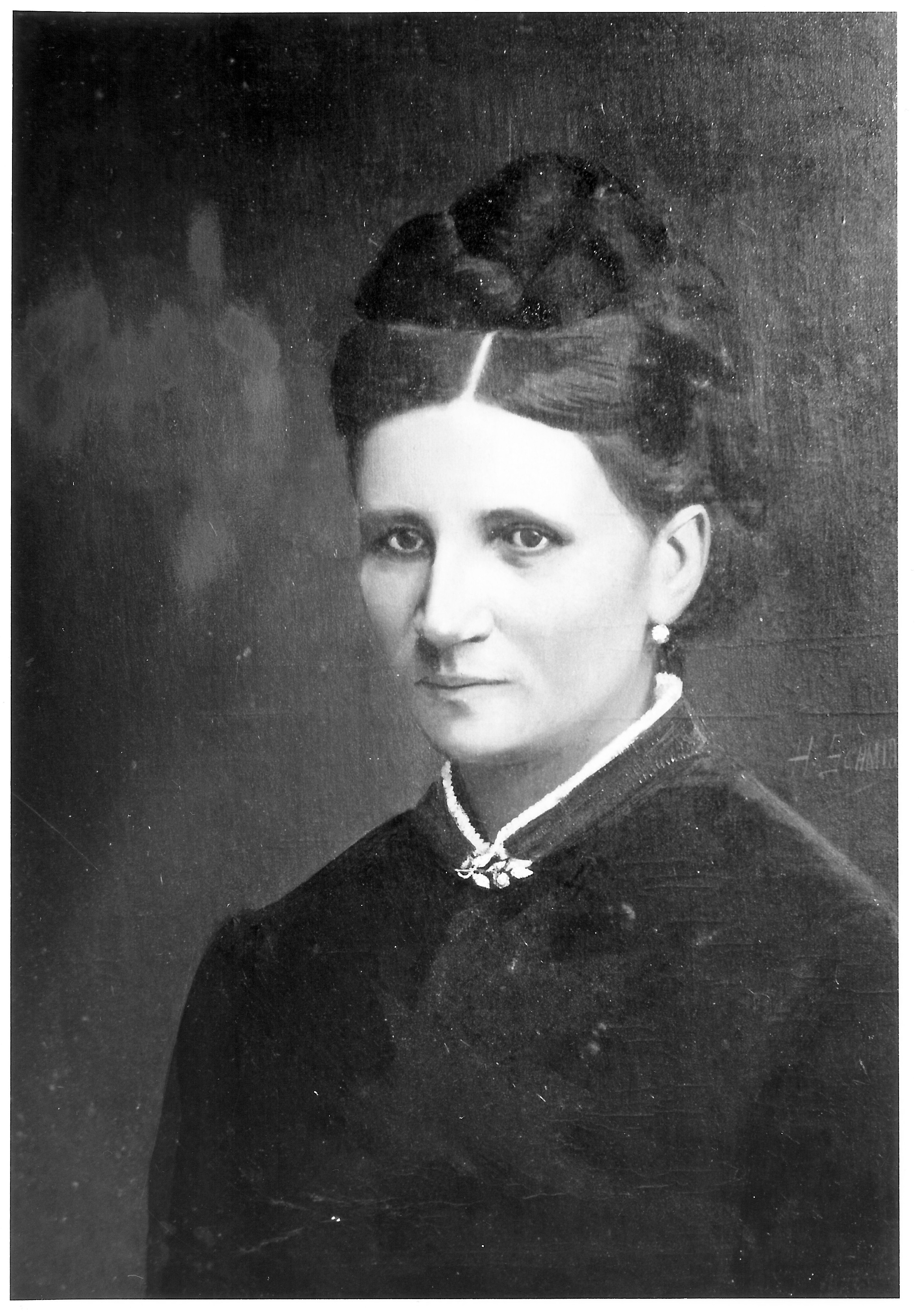
Jeanne de Prelle de la Nieppe (1844-1931), épouse du comte Eugène du Bois (1818-1893) et mère du comte Albert du Bois.
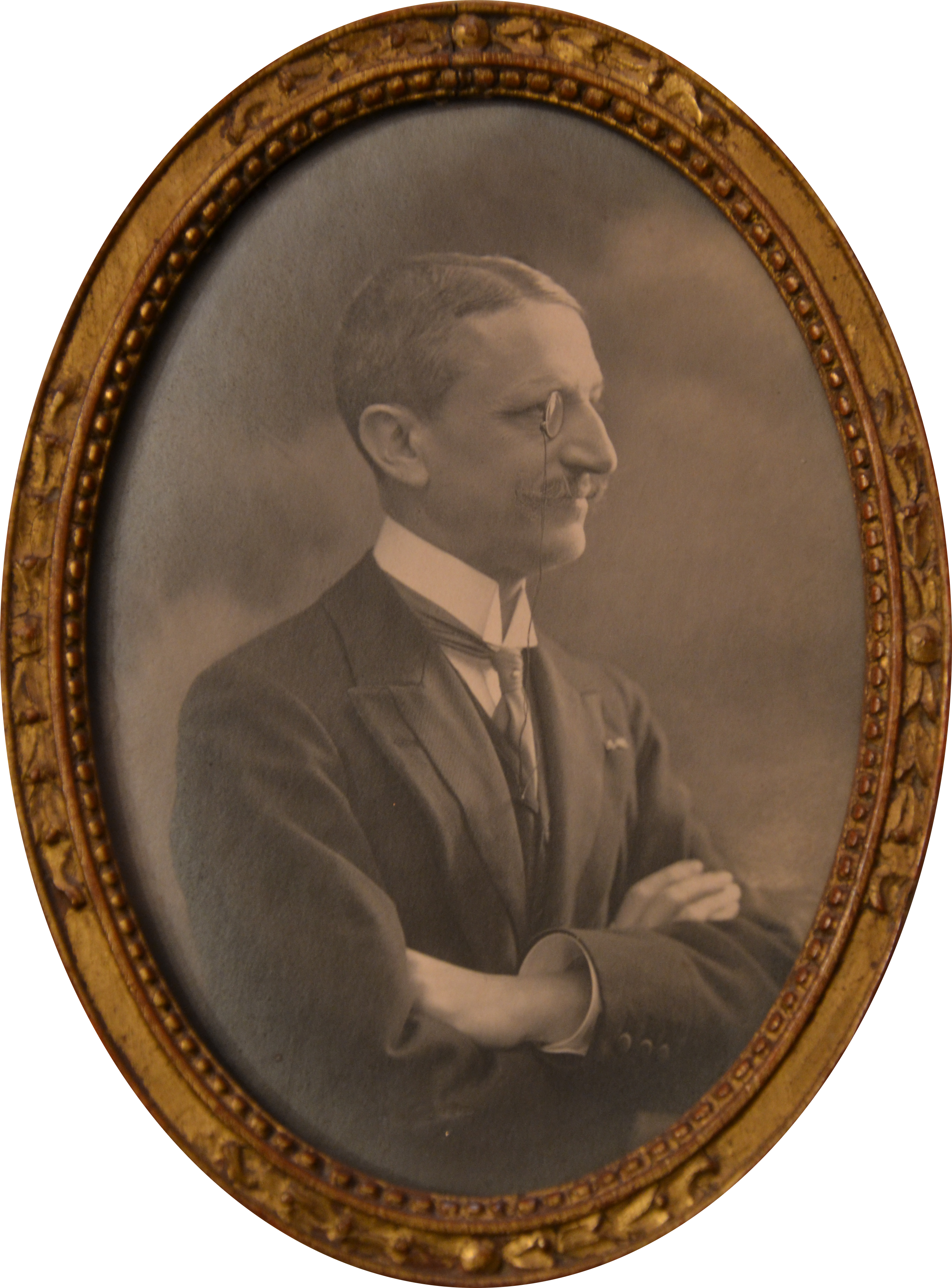
Edgar de Prelle de la Nieppe (1854-1915), conservateur du musée de la Porte de Hal, conservateur des musées royaux du Cinquantenaire.
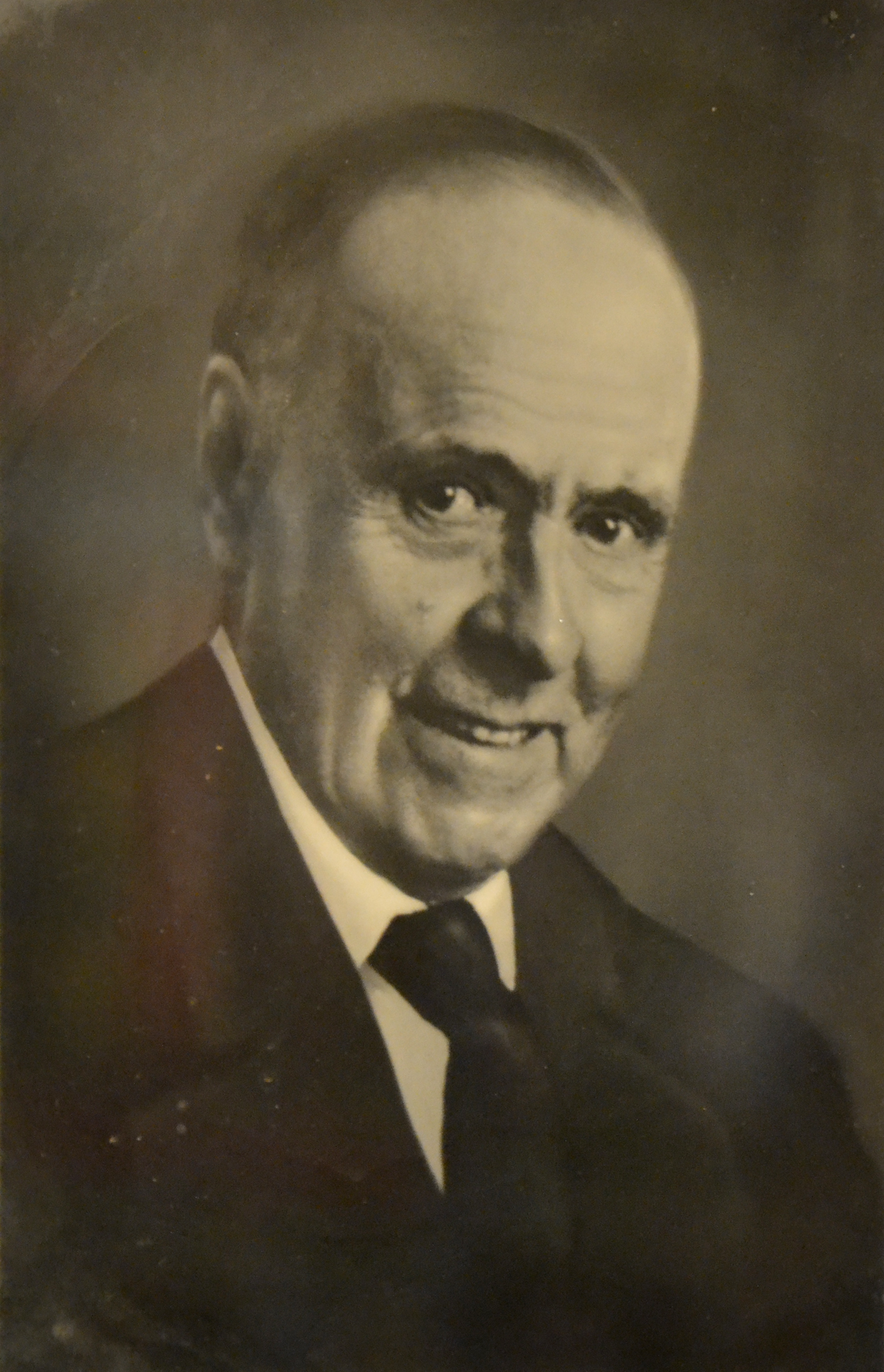
Edmond de Prelle de la Nieppe (1873-1959), docteur en droit, conseiller de légation honoraire, secrétaire de légation de Sa Majesté le Roi des Belges.
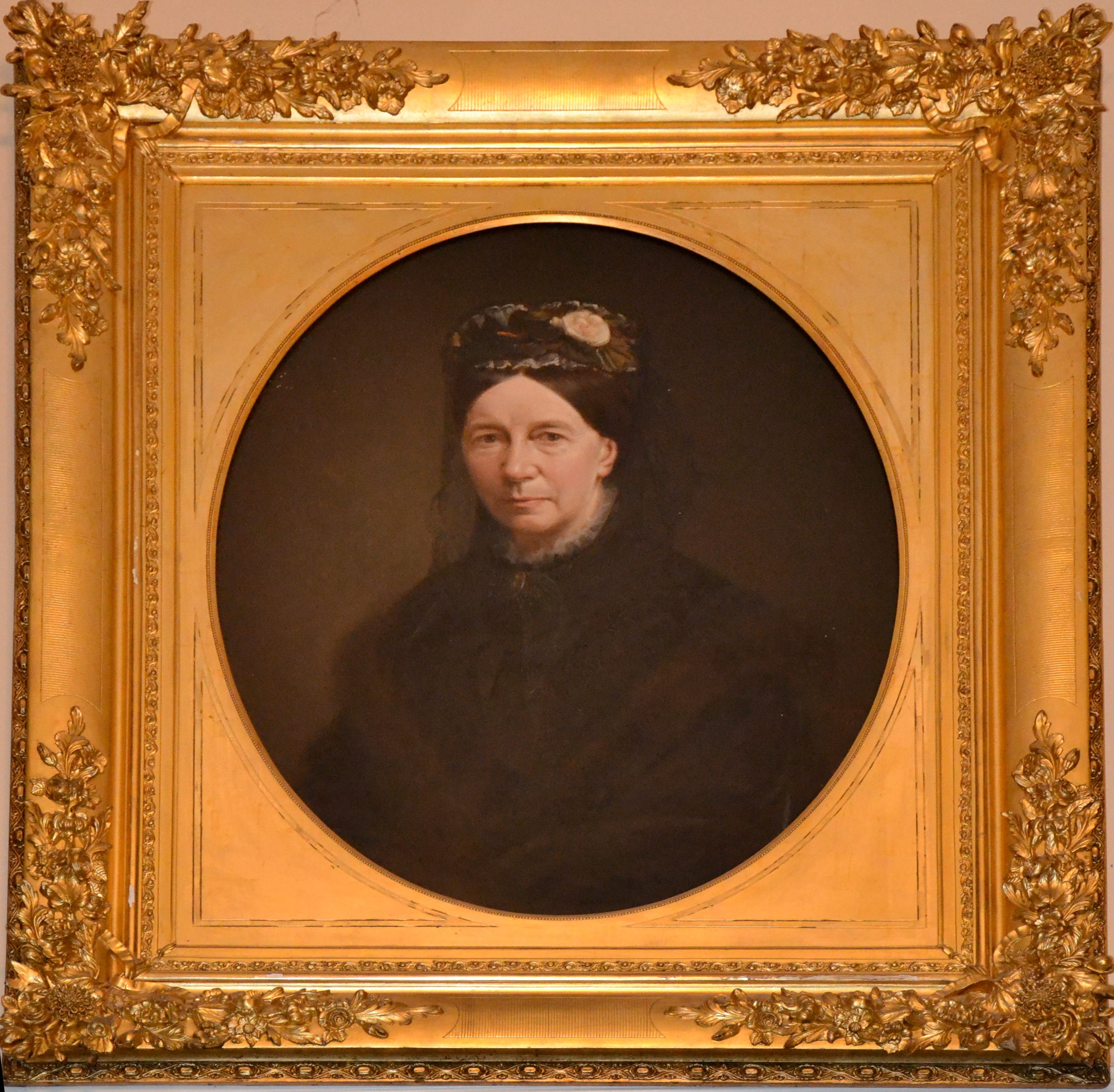
Marie-Henriette Tiberghien (1880-1935), épouse de Paul de Prelle de la Nieppe (1876-1919), bourgmestre de Manage.
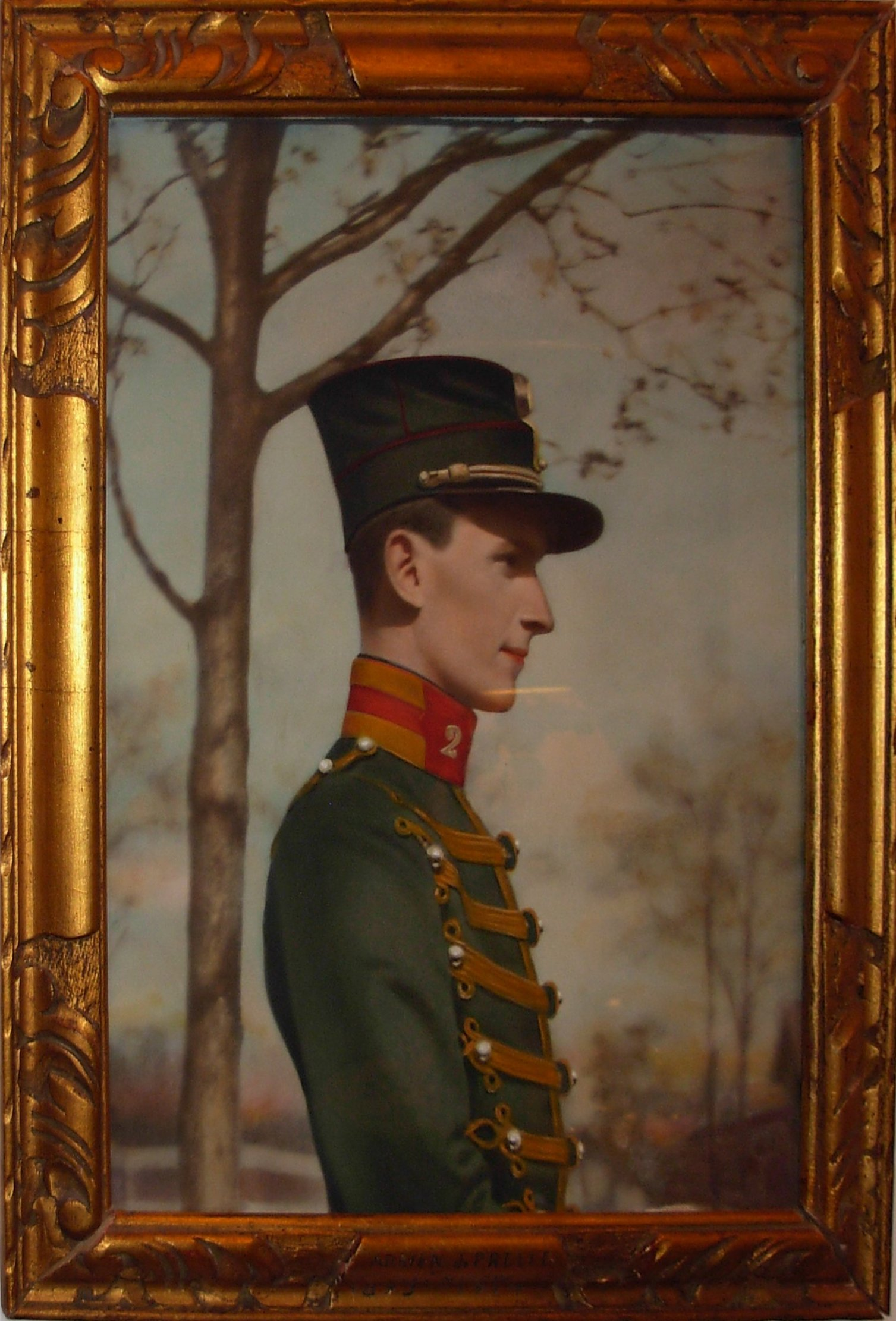
Adrien de Prelle de la Nieppe (1893-1914), maréchal des logis au 2e régiment de Guides, tué sur le champ de bataille de Budingen.
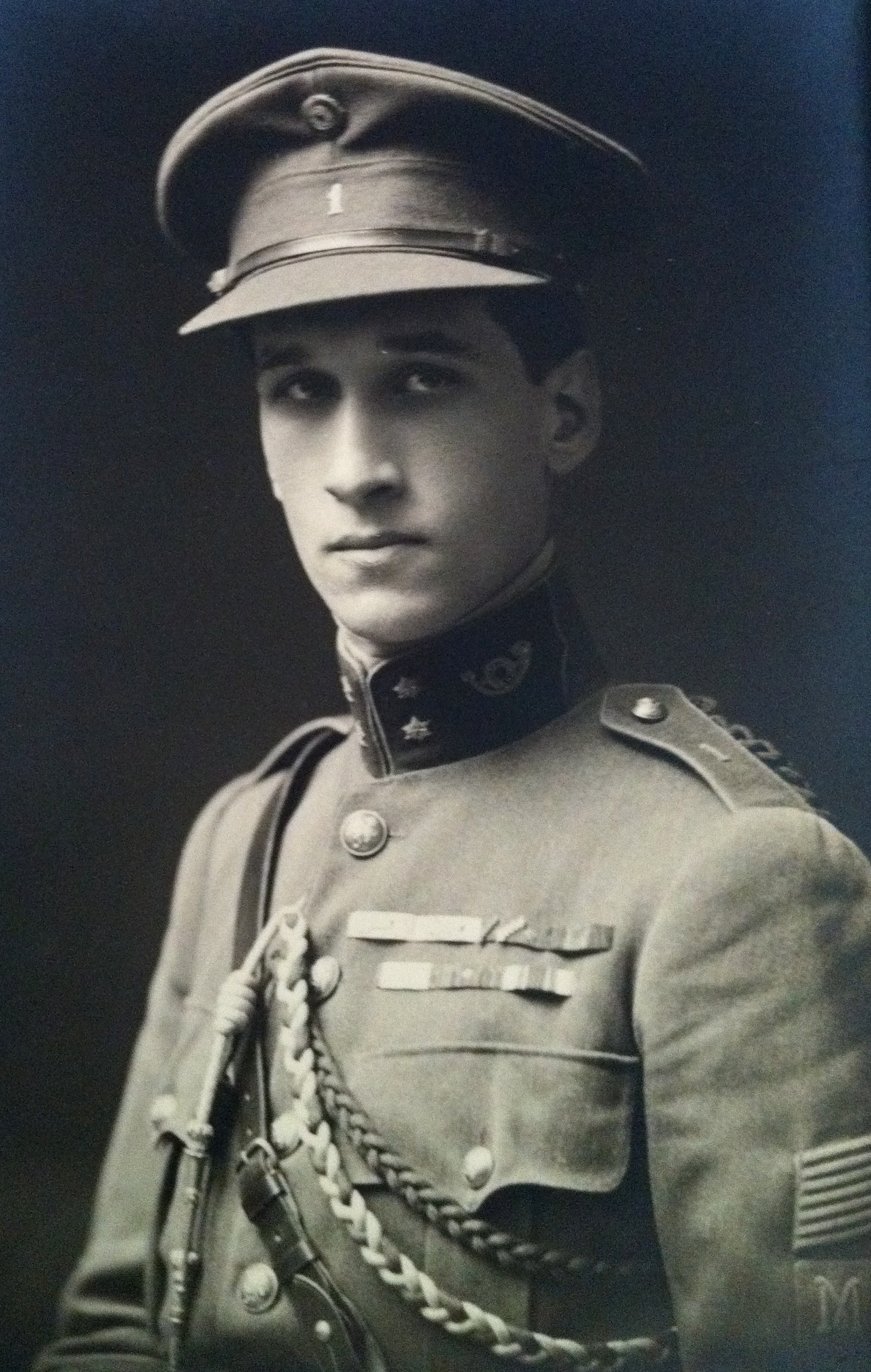
Roger de Prelle de la Nieppe (1895-1953), lieutenant au premier régiment de carabiners aux troupes coloniales, capitaine d'infanterie honoraire, commandant de la garde militaire de Belgique à Pékin.
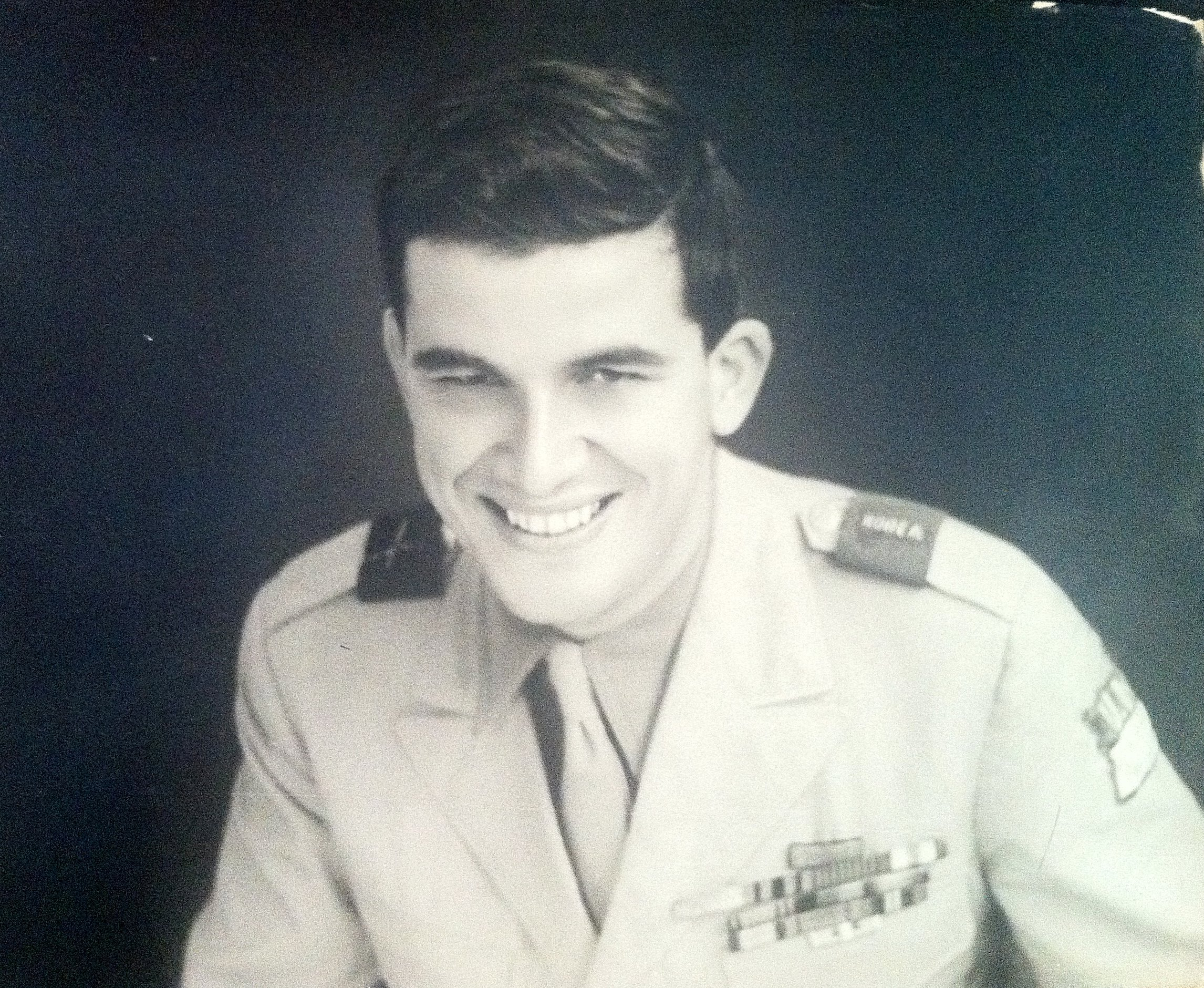
Alain de Prelle de la Nieppe (1922-1955), journaliste, écrivain, globe-trotter, correspondant de guerre à l'ONU en Corée, tué en mission de reportage de guerre au Maroc.
Marthe de Prelle, née Gept, en 1962 (1925-2014), directrice-rédactrice en chef de l'hebdomadaire Femmes d'Aujourd'hui, épouse de Réginald de Prelle (1926-2014).

### Monuments funéraires

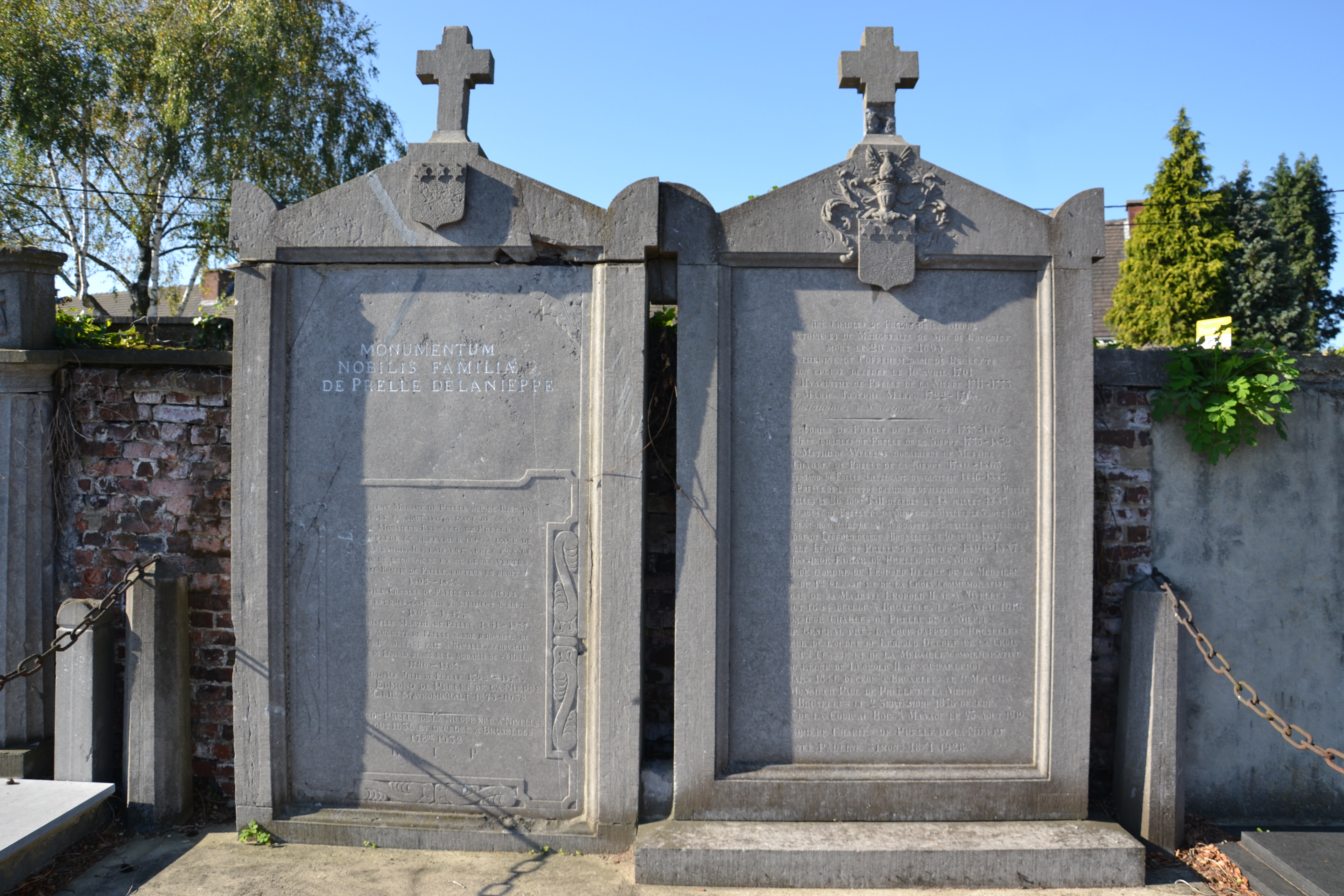
Caveau familial de la famille de Prelle de la Nieppe au cimetière de Nivelles
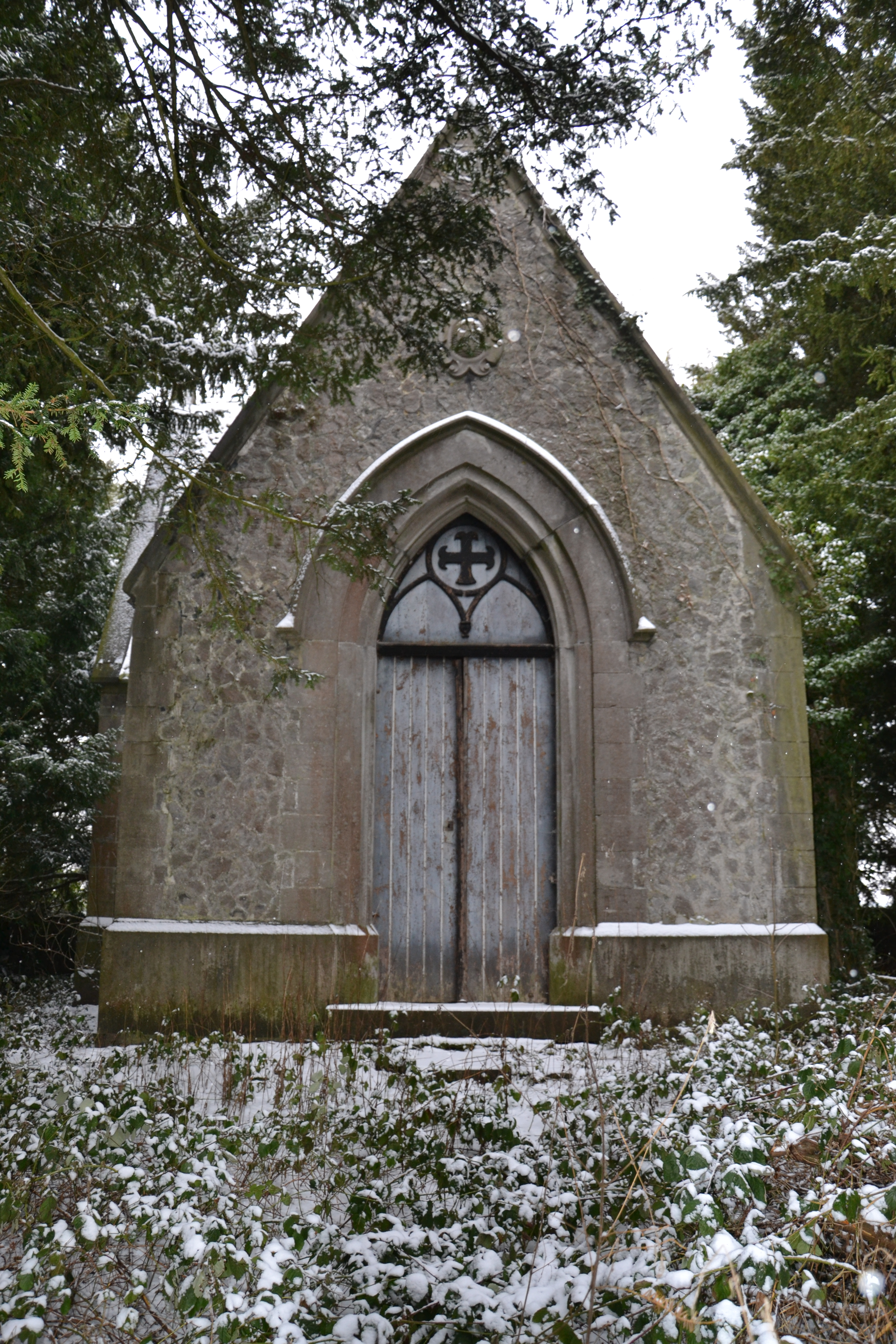
Chapelle des familles du Bois et de Prelle de la Nieppe à Écaussinnes-d'Enghien.
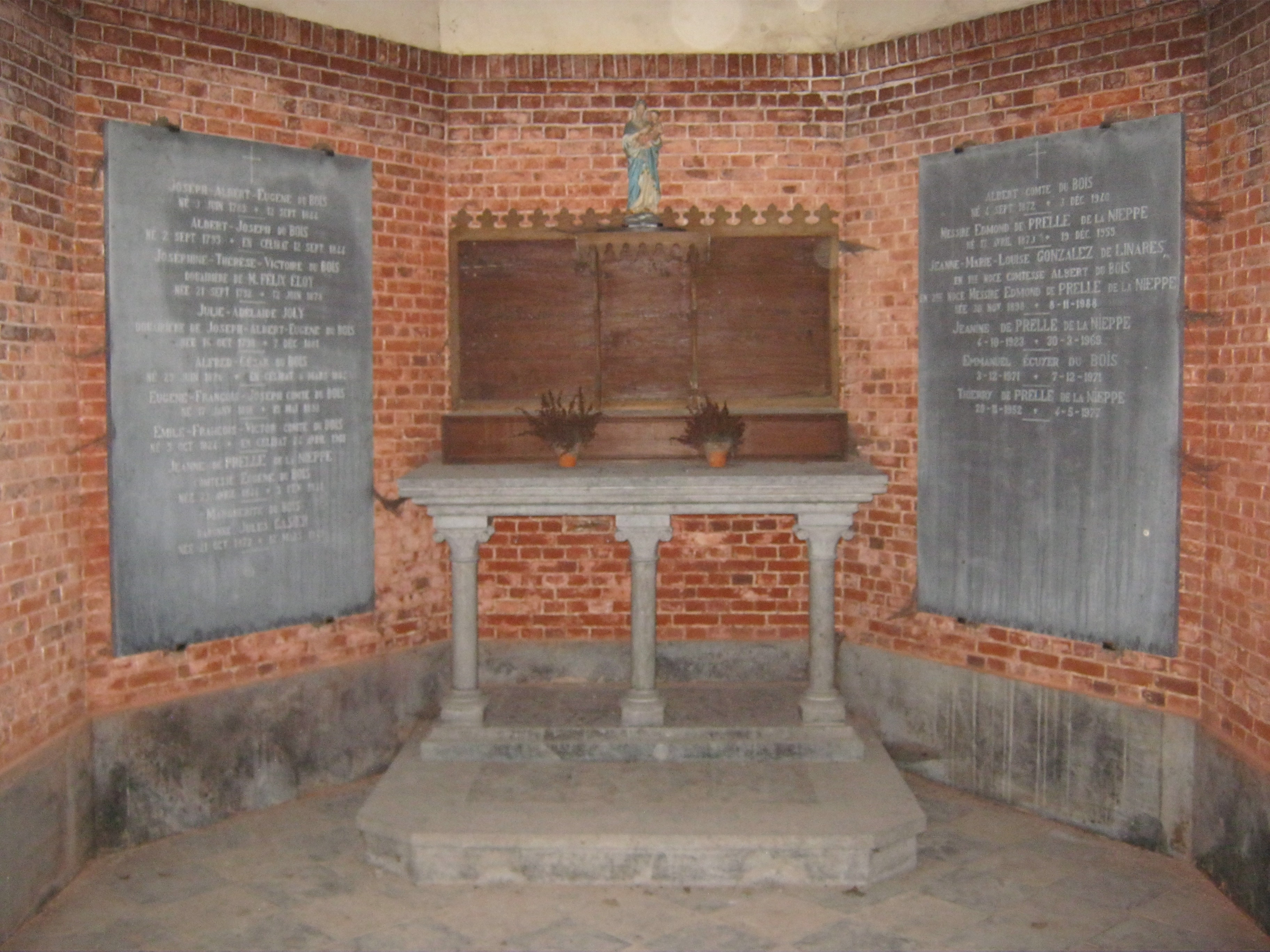
Chœur de la chapelle des familles du Bois et de Prelle de la Nieppe.
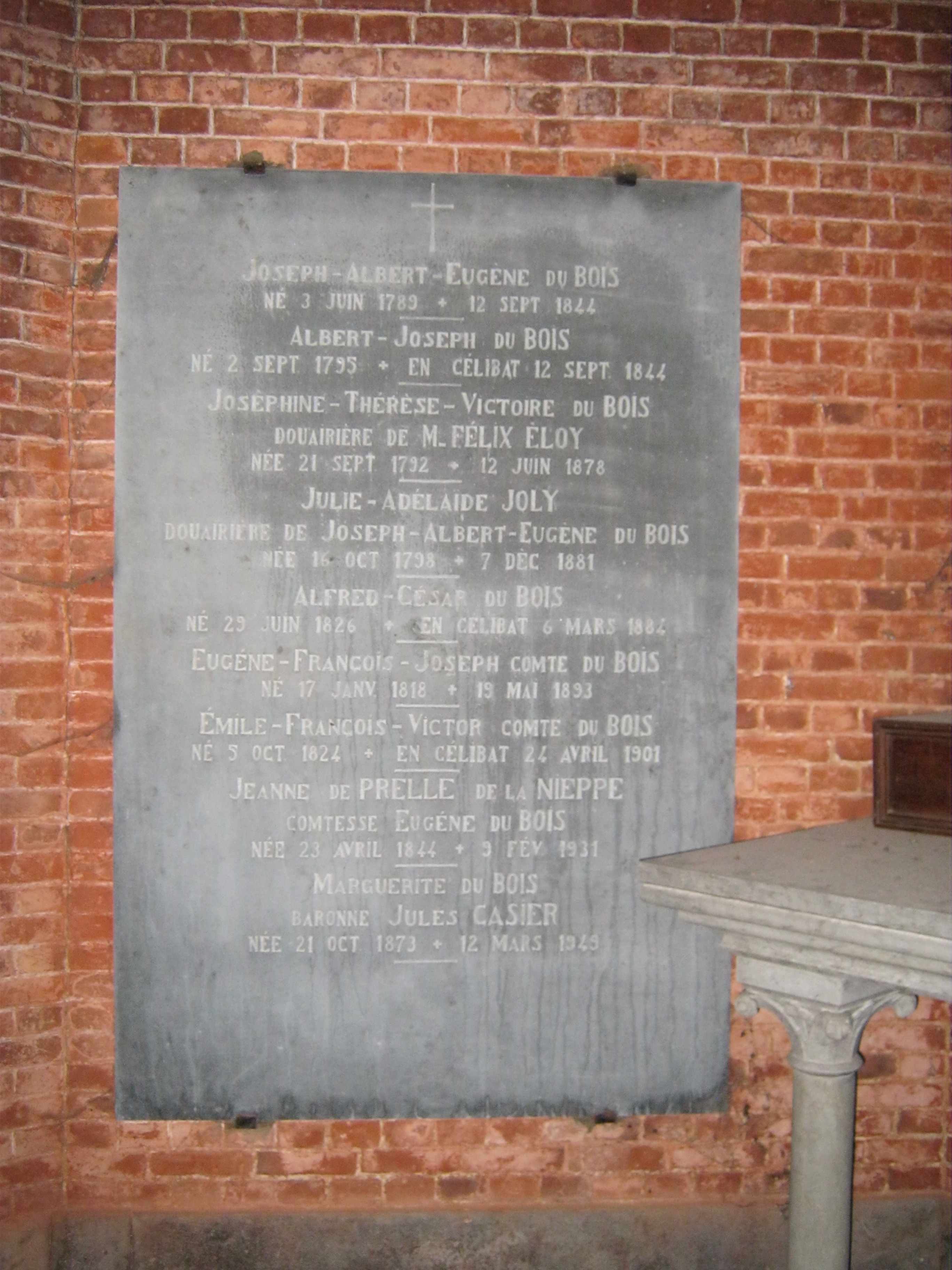
Plaque funéraire gauche dans le chœur de la chapelle des familles du Bois et de Prelle de la Nieppe.
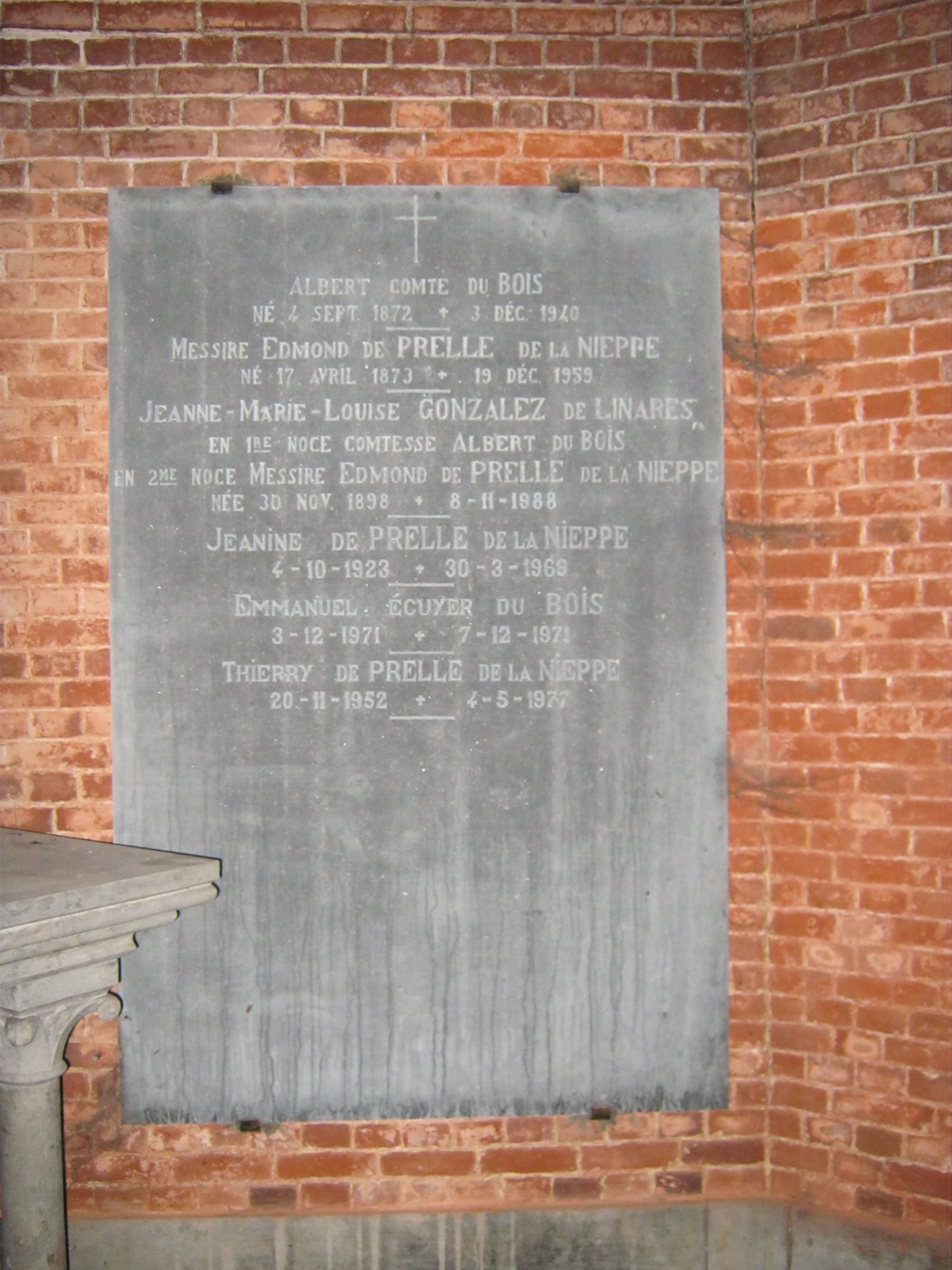
Plaque funéraire droite dans le chœur de la chapelle des familles du Bois et de Prelle de la Nieppe.
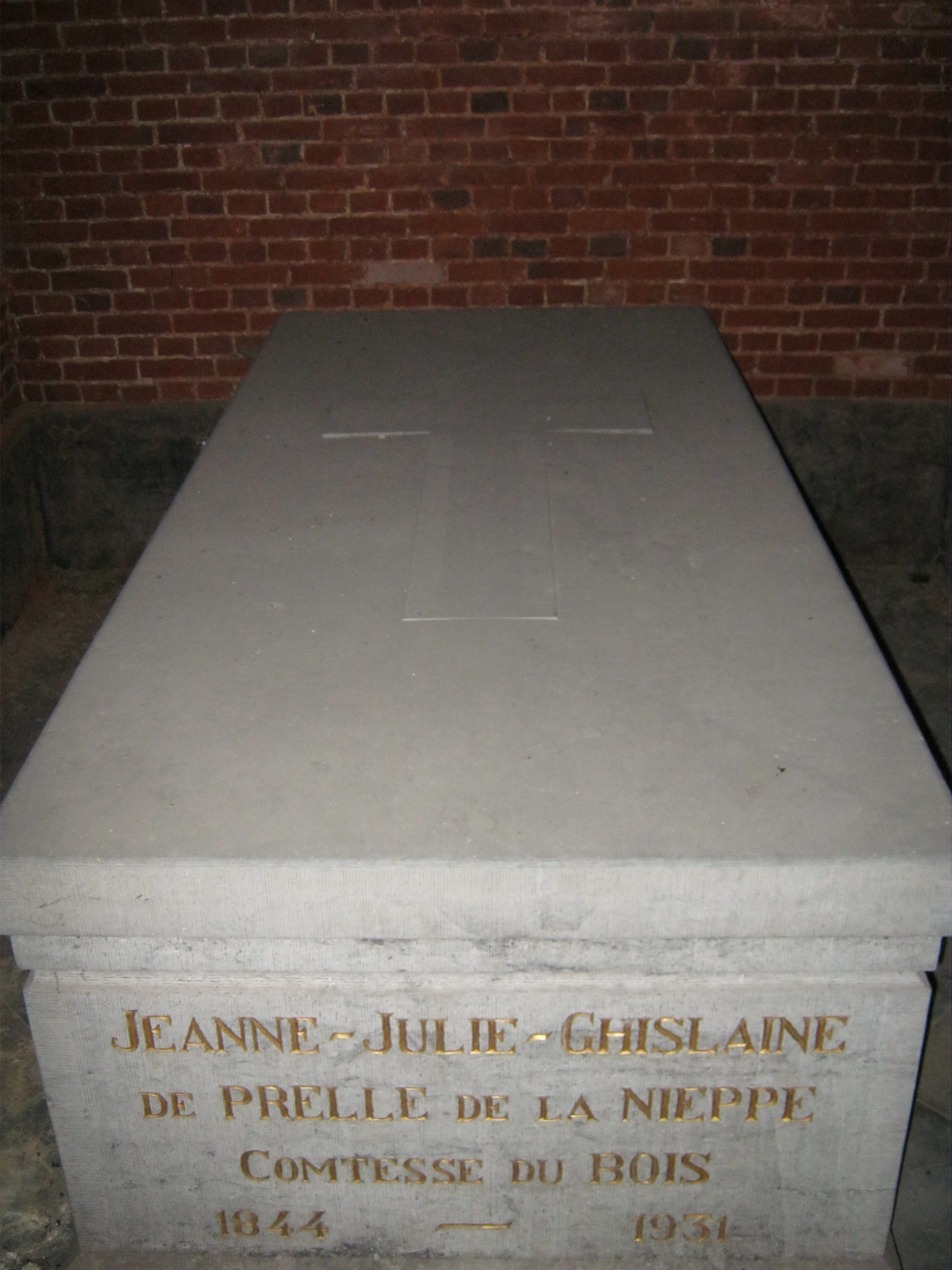
Tombeau de Jeanne-Julie-Ghislaine de Prelle de la Nieppe, comtesse du Bois (1844-1931).
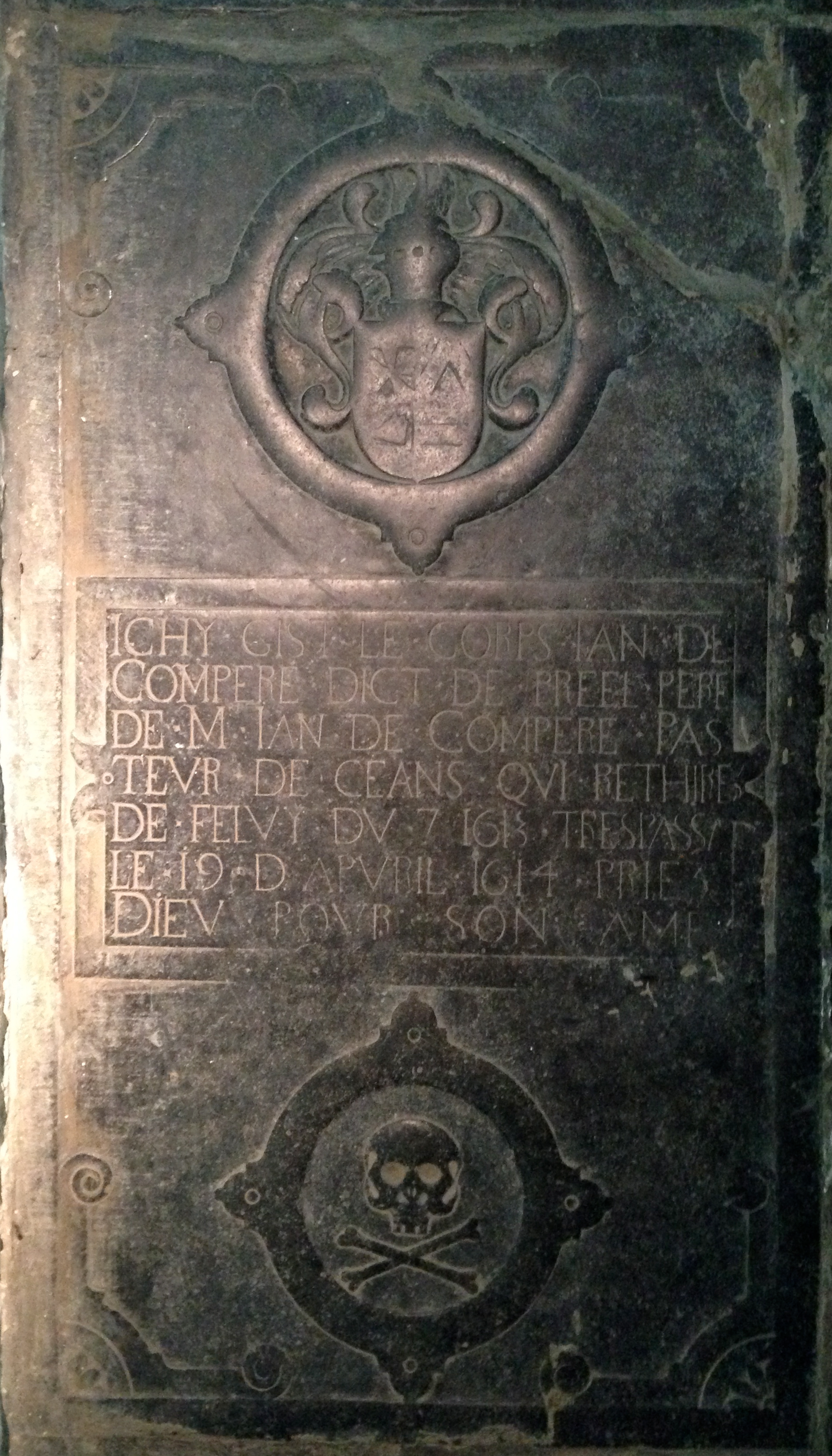
Pierre tombale de Jean de Compère dit de Prelle[N 96] dans la nef de Église de Cordes.
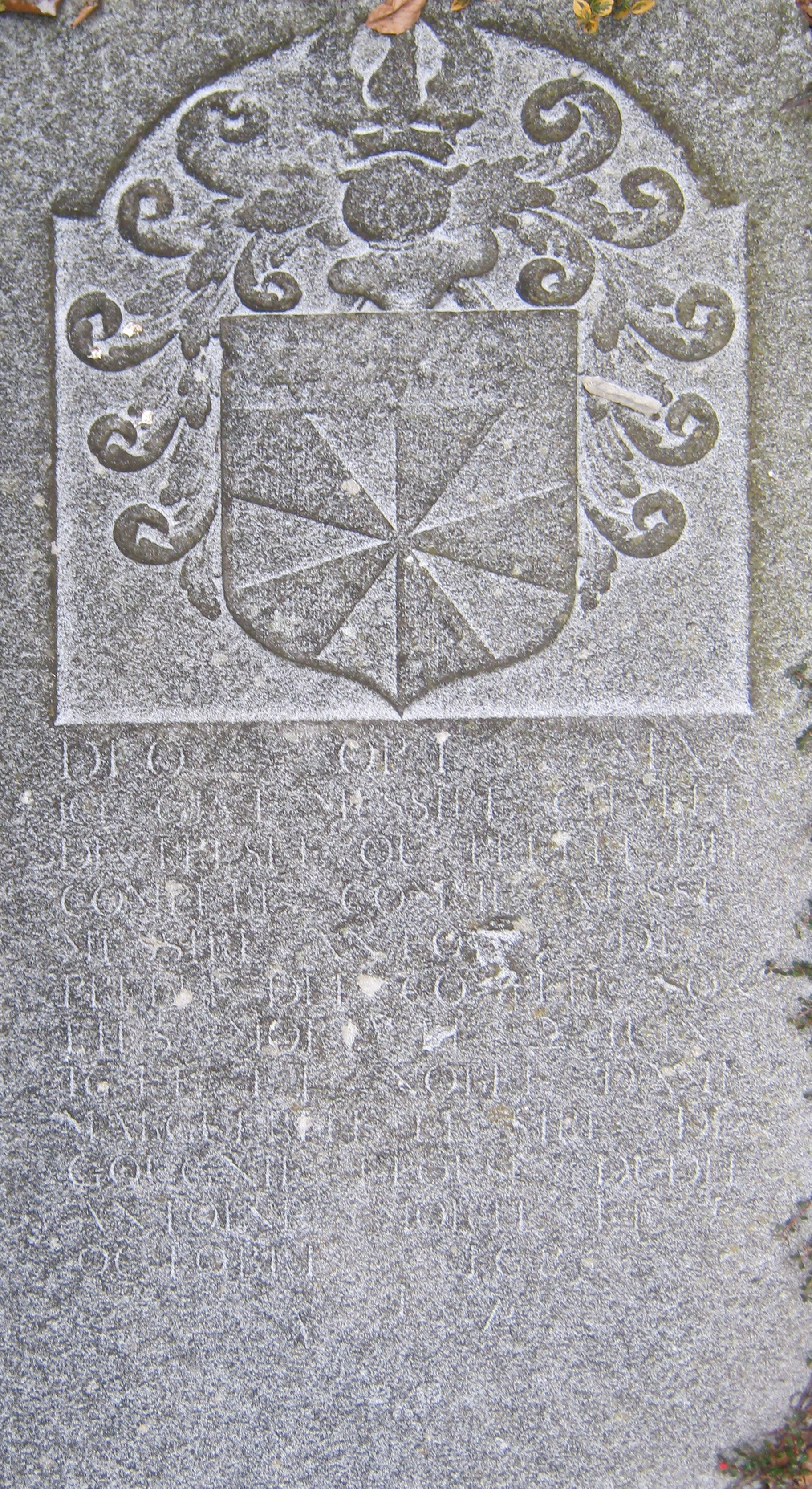
Pierre tombale de Charles de Prelle dit Compère (1558–1608) et d'Antoine de Prelle dit Compère († 1644).
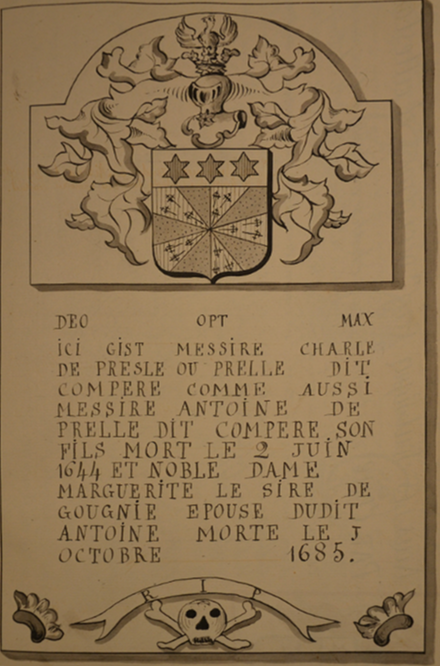
Pierre tombale de Charles de Prelle dit Compère (1558–1608) et d'Antoine de Prelle dit Compère († 1644).
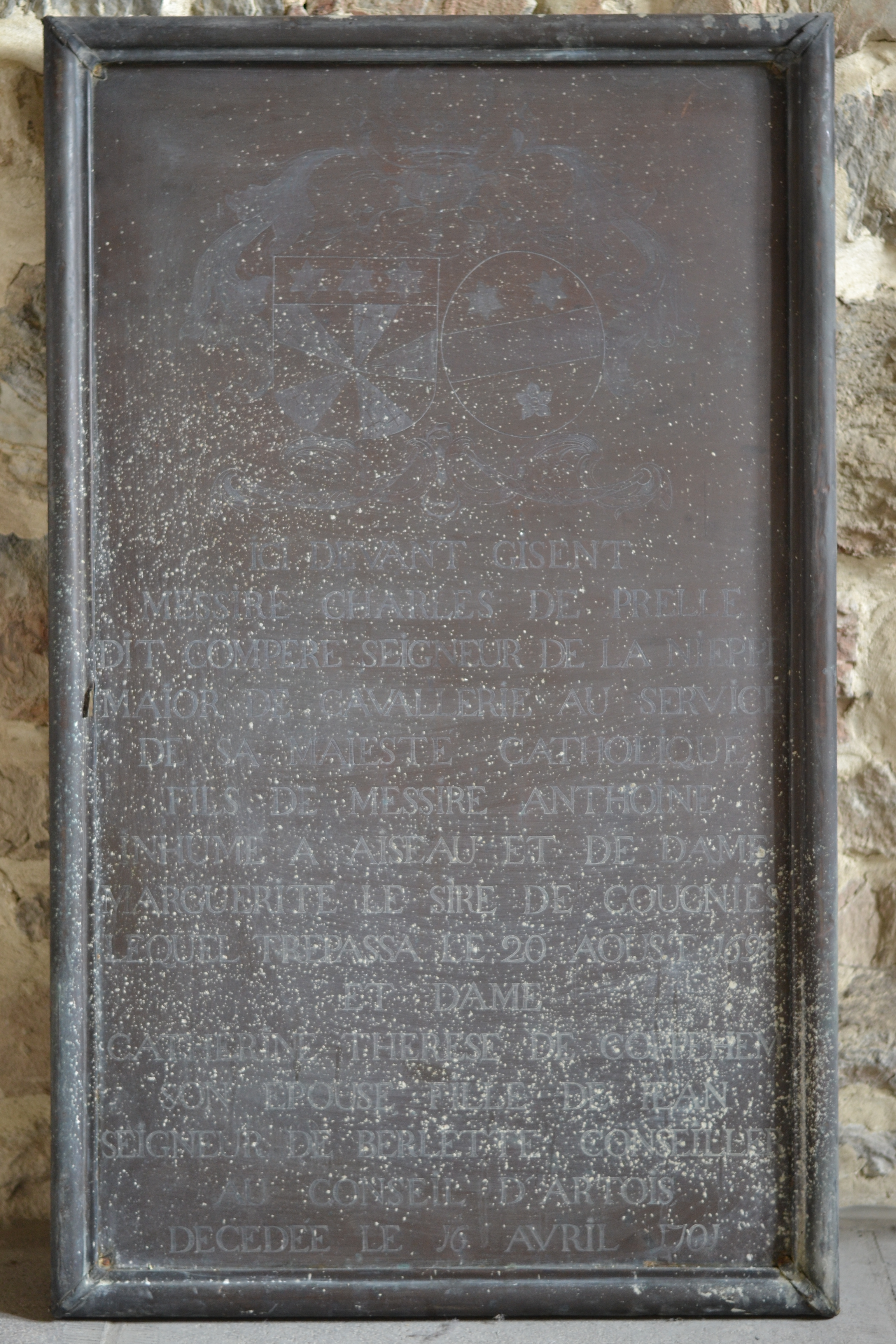
Épitaphe funéraire de Charles de Prelle dit Compère, seigneur de la Nieppe, major au service de Sa Majesté Catholique, et de Catherine-Thérèse de Coppehem.
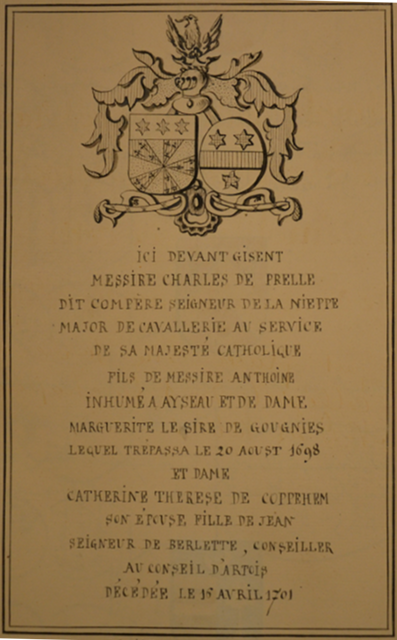
Épitaphe funéraire de Charles de Prelle dit Compère, seigneur de la Nieppe, major au service de Sa Majesté Catholique, et de Catherine-Thérèse de Coppehem.
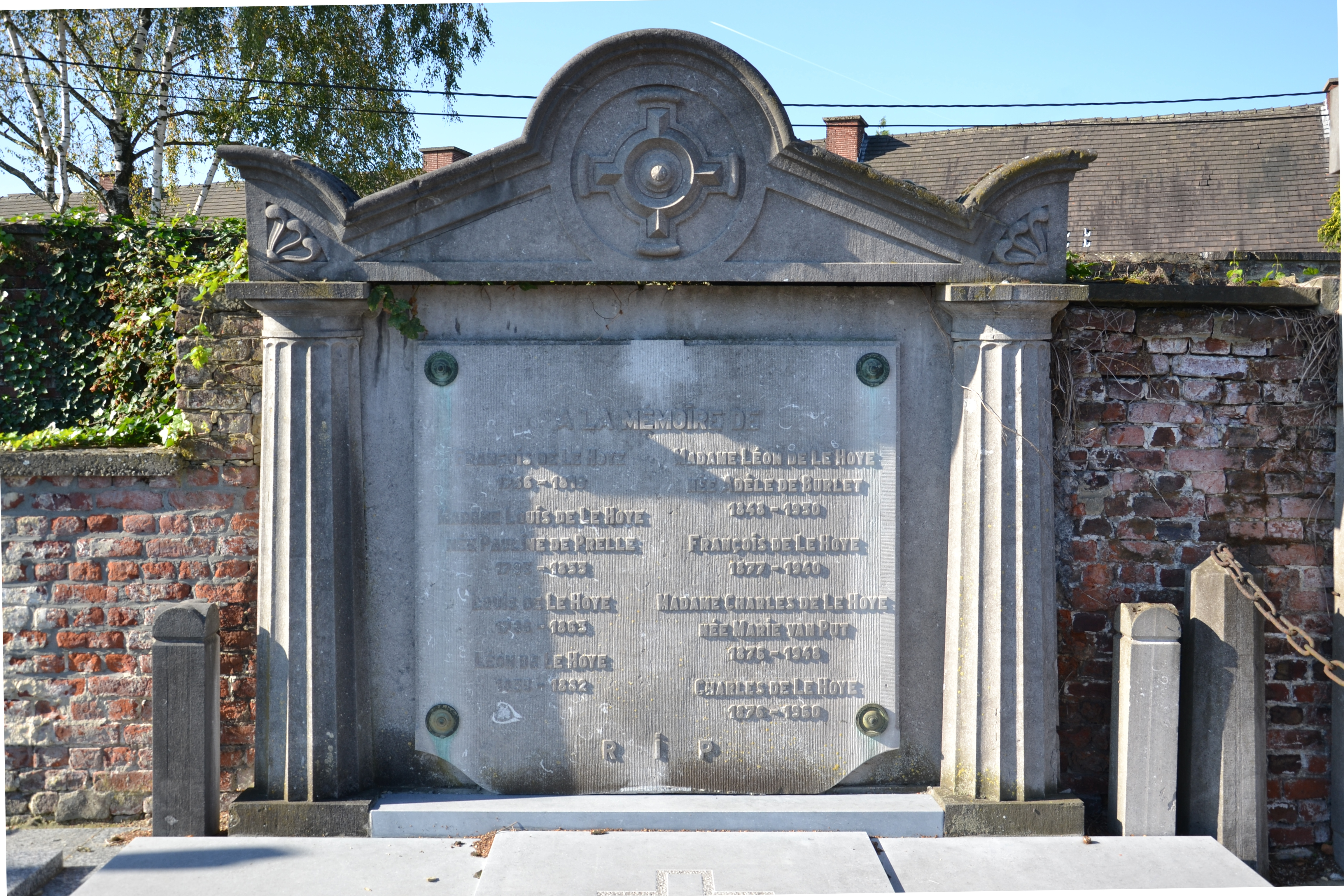
Tombe de Pauline de Prelle (1793-1853) dans le caveau familial de la famille de le Hoye au cimetière de Nivelles.

### Demeures

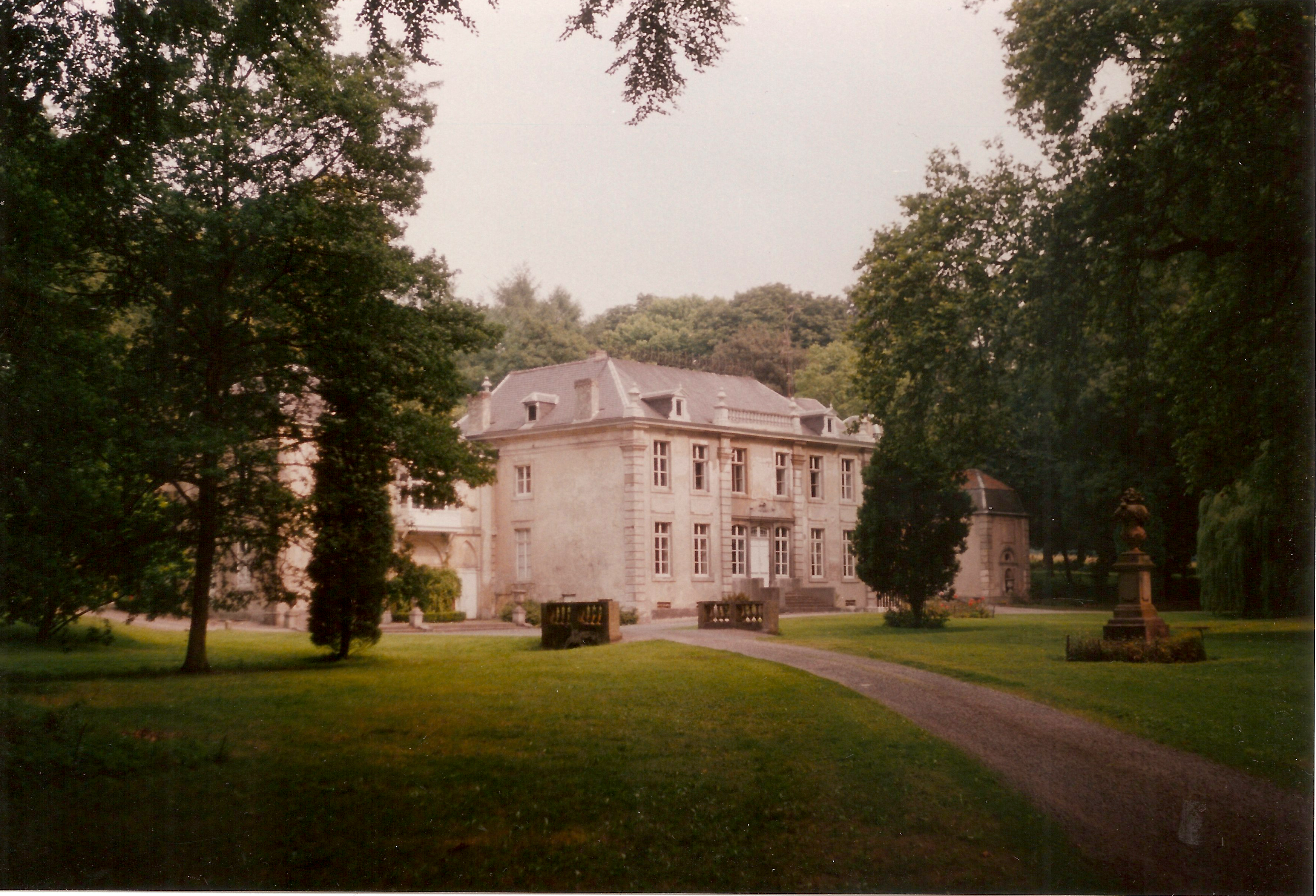
Château de Fonteneau à Nivelles.
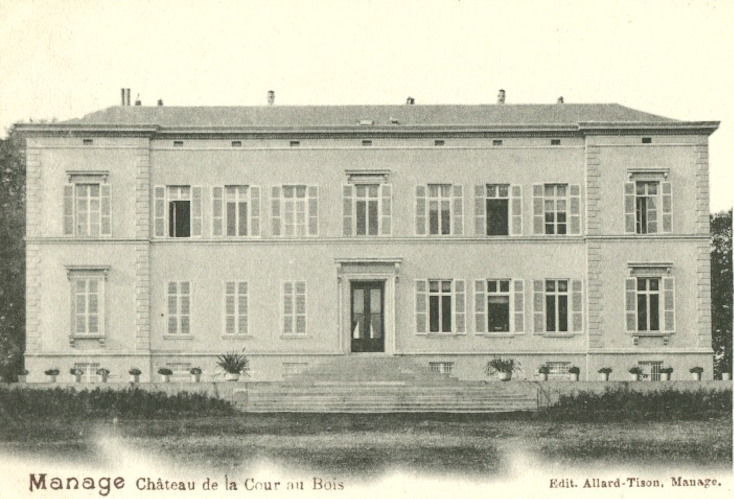
Château de la Cour au Bois (dit Château de Prelle) à Manage.
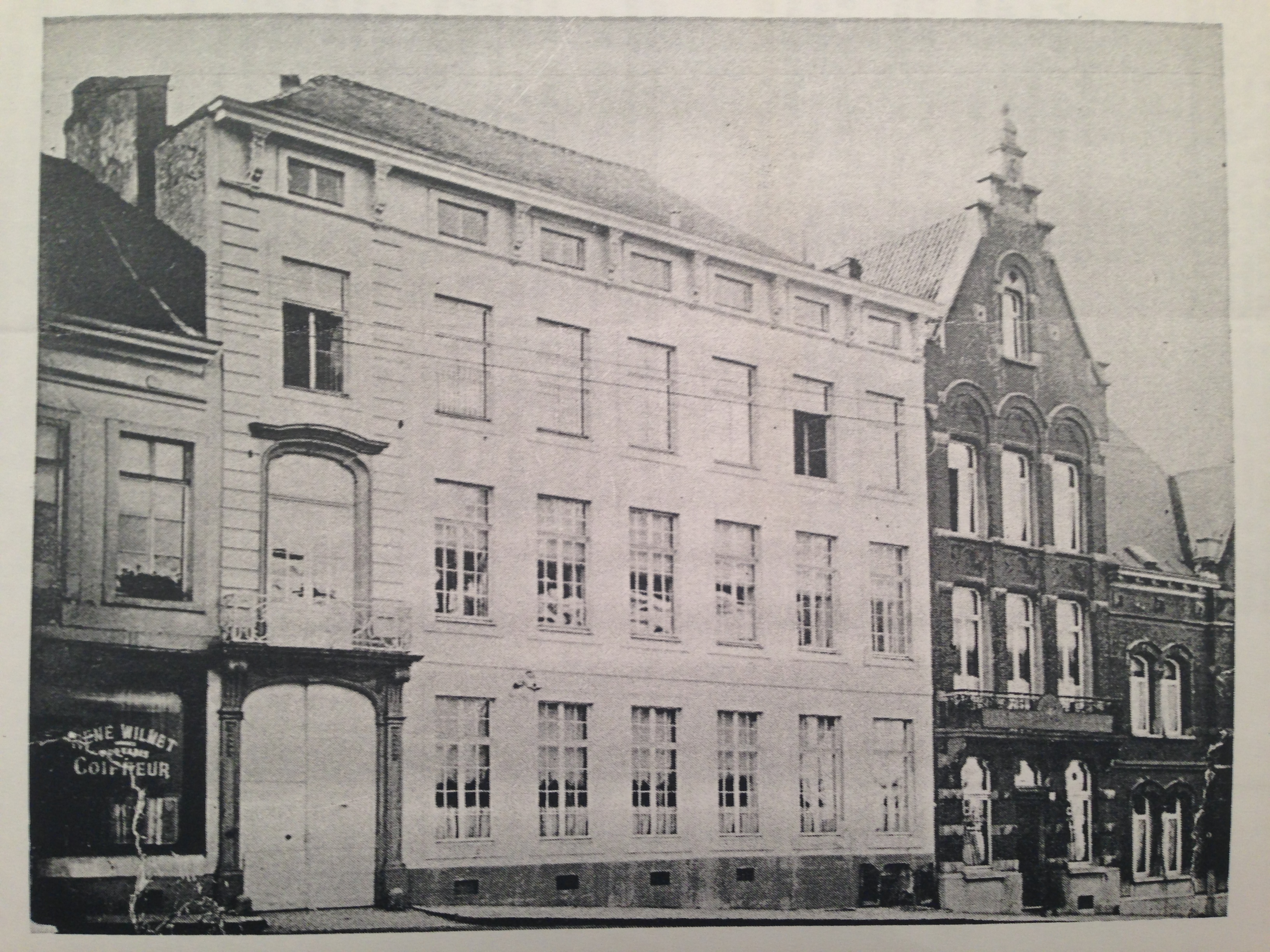
Ancien Hôtel de Roben à Nivelles.
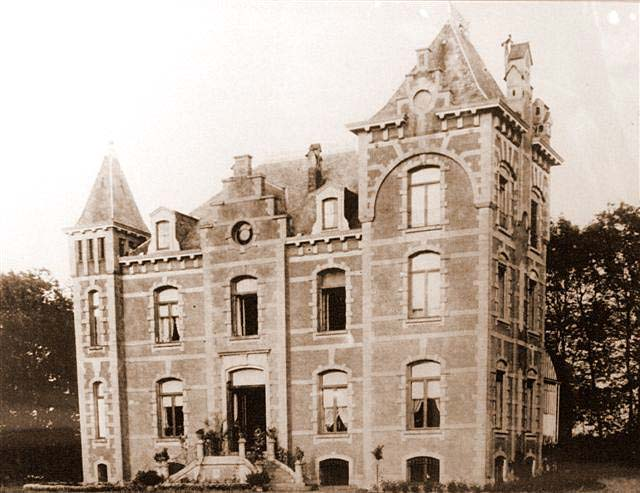
Château Valduc à Auderghem.
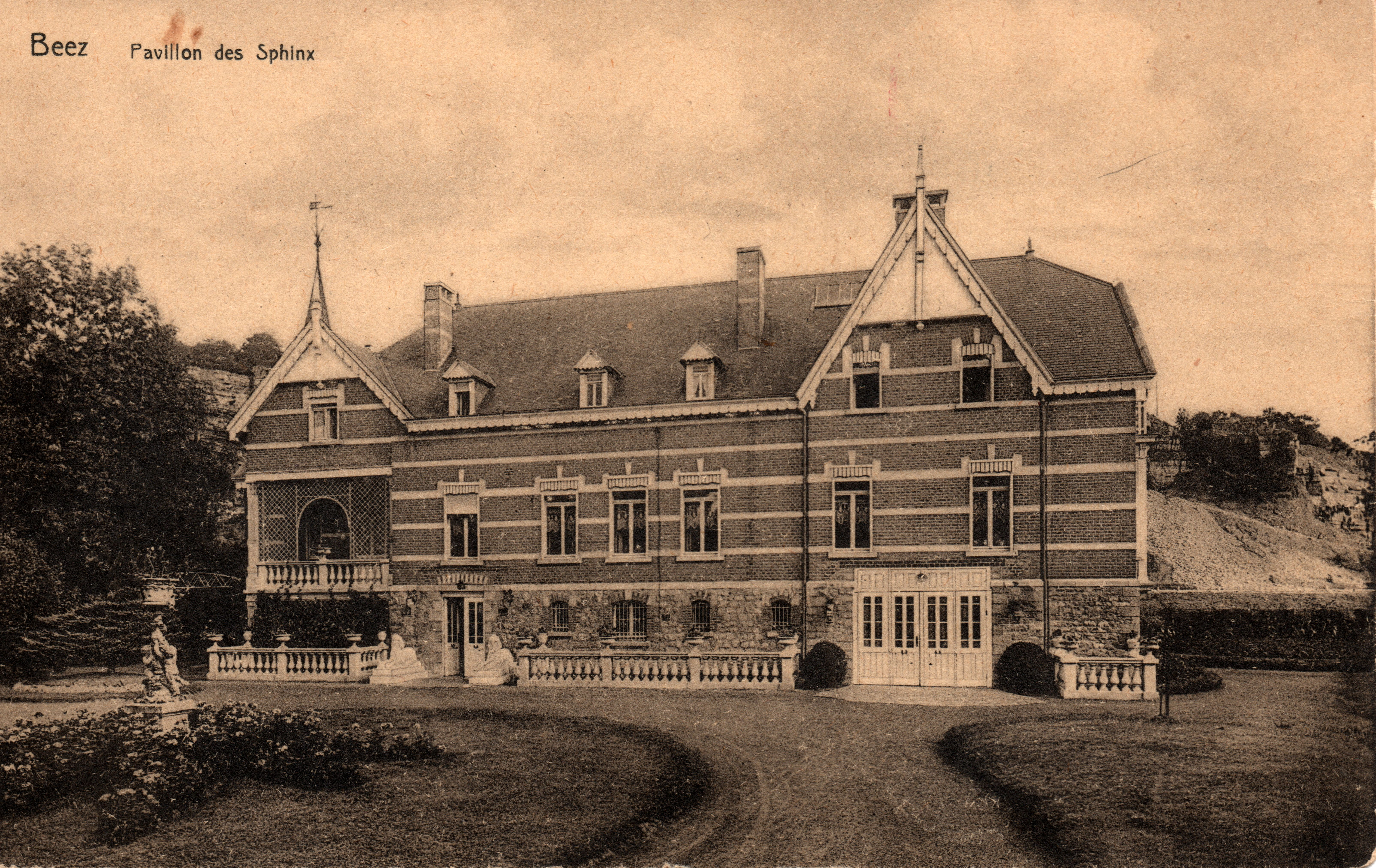
Pavillon des Sphinx à Beez (anciennement Villa Belle Vue).